# Saint-Cyr-sur-Loire
Pour les articles homonymes, voir Saint-Cyr.
Saint-Cyr-sur-Loire (prononcé /sɛ̃ siʁ syʁ lwaʁ/) est une commune française située dans le département d'Indre-et-Loire en région Centre-Val de Loire. Elle borde la ville de Tours et se place sur la rive droite de la Loire.
Saint-Cyr-sur-Loire fait partie de la communauté Tours Métropole Val de Loire qui regroupe 22 communes et près de 300 000 habitants.
Ses habitants sont appelés les Saint-Cyriens et Saint-Cyriennes.

## Géographie
Située en plein cœur de la France, dans la région centre, Saint-Cyr-sur-Loire se trouve sur les hauteurs de Tours et s'étend au nord de la Loire.

### Localisation, communes limitrophes et territoire
Le territoire communal s'étend sur une superficie d'environ 13,5 km2,,. Au sud, la commune est bordée par la rive droite de la Loire,,. Saint-Cyr-sur-Loire, qui trouve son emplacement dans la partie centre-nord du département d'Indre-et-Loire, est située au cœur de l'agglomération de Tours. La ville fait partie des 64 communes rattachées au bassin de vie de Tours. Elle fait également partie des 208 communes rattachées au bassin d'emploi de la préfecture tourangelle.
| - OpenStreetMap Limites territoriales de Saint-Cyr-sur-Loire. - Saint-Cyr-sur-Loire et ses communes limitrophes. |

Par rapport aux principales villes d'Indre-et-Loire, la commune est distante, « à vol d'oiseau », de 1,8 km en axe nord-ouest de Tours, de 5,7 kilomètres de Joué-lès-Tours, de 8,1 km de Chambray-lès-Tours, de 24,2 km en axe ouest d'Amboise et enfin de 40,8 km en direction nord-est de Chinon. Par ailleurs, à l'échelle régionale, la cité tourangelle s’établit à 108,5 km au sud-ouest d'Orléans, capitale du Centre-Val de Loire.
Saint-Cyr est limitrophe de cinq autres communes, la Loire constituant une frontière naturelle avec deux d'entre elles, La Riche et Tours,,,.
| La Membrolle-sur-Choisille | Mettray             | Mettray      |
| Choisille, Fondettes       | Saint-Cyr-sur-Loire | Tours        |
| Fondettes, La Riche, Loire | Tours, Loire        | Tours, Loire |

### Géologie et relief

Carte géologique de Saint-Cyr-sur-Loire
Bourg et limites communales
Craie blanche de Blois (C4-6B)
Craie de Villedieu sénonienne (C4-6V)
Argiles à silex cénozoïques (C4-6S)
Calcaire lacustre ludien (e7b-g1)
Sables et graviers continentaux miocènes (m3-p)
Limons des plateaux quaternaires (LP)
Alluvions fluviatiles (Fx-z)

La partie centre-ouest du territoire est dominée par la présence de sables et de graviers continentaux (m3p),,. Il s'agit de dépôts post-helvétiens, formés au Mio-Pliocène, présentant une dominante argileuse et qui résultent d'un remaniement de silex daté du Sénonien,. Cette couche de sables associée à du gravier évolue à une profondeur d'un mètre. Les marges méridionales, septentrionales et nord-occidentales de la commune sont marquées par la présence de calcaire lacustre de Touraine (e7b-g1),. Cette couche géologique, à faciès Sannoisien, s'est formée entre Ludien supérieur et le Stampien inférieur. Elle présente une dominante de roches calcaires de couleur blanche ou brun très clair associées à de l'argile, de la marne et des strates de meulière. Le calcaire lacustre de Touraine de Saint-Cyr est observé à des profondeurs de 13 et 23,8 m.
Les parties centrales et orientales du territoire communal sont occupées par des couches sédimentaires constituées de limons des plateaux (LP) se trouvant à 2 m de profondeur,,. La majeure partie des particules composant les limons des plateaux de Saint-Cyr, comme tous ceux des environs de Tours, ont une taille inférieure à 50 µm,. La base de la couche de lœss résulte essentiellement des « épandages » détritiques des sables et graviers continentaux (m3p), mélangés à du calcaire lacustre (e7b-g1) altéré,. Une coupe stratigraphique opérée à la clinique de l'Alliance, située dans le nord-est du territoire communal, montre que l'assise de la couche LP, d'une épaisseur de 123 cm, présente la séquence suivante : entre 0 et 66 cm, de l'argile limoneuse de couleur orange contenant des sables à grains épais, associés à des glosses de couleur grise et des blocs de silex mesurant de 1 à 8 cm ; entre 66 et 85 cm, des argiles limoneuses plus fortement oxydées que celles de l'étage précédent ; entre 85 et 97 cm, des dépôts argileux très clairs associés à des nodules d'oxydes ferro-manganésique ; entre 97 et 113 cm, des sédiments quasiment décolorés à texture limoneuse, voire grumeleuse associés des nodules,. Les dépôts sablo-argileux LP, formés au cours de la glaciation de Würm, au Quaternaire, reposent sur un plateau daté du Tertiaire et composé de calcaire lacustre,. Des affleurements de silex concrétionnés recouvre le plateau au lieu-dit du Clos-Bénard.
Aux extrémités ouest, sud-ouest et sud-est le sous-sol de Saint-Cyr est dominé par de la « craie de Villedieu » (c4-6V) alternée de dépôts siliceux (c4-6S), deux formations datées de l'époque du Crétacé supérieur, étage du Sénonien,. La craie de Villedieu, affleurante au niveau de la vallée de la Loire et celle de la Choisille est constituée de calcaire quartzifère. Ce type de roche calcaire, qui présente quelquefois une granulométrie noduleuse ou sableuse, est fréquemment associée à des gisements de chaille. Sur le territoire communal, la craie de Villedieu s'échelonne à des profondeurs comprises entre 14 et 22 m. Les dépôts siliceux, à dominante d'argiles de couleur blanche ou verdâtre, sont riches de silex jaunes ou gris. L'argile contenue dans cette formation géologique est composée de kaolinite et de la montmorillonite. La formation siliceuse de Saint-Cyr est observée à une profondeur de 5 m. Par endroits, la « craie de Blois » (c4-6B), également formée au Sénonien et mise en évidence à 5 m de profondeur, succède de manière progressive aux dépôts siliceux. Les trois formations géologiques du Sénonien sont ceinturées à l'ouest et au sud-ouest, dans les vallées de la Choisille et de la Loire, par des « alluvions modernes » (Fz),. Ces dépôts sédimentaires du Quaternaire sont observés à des profondeurs de 9,74 et 3,2 m,.
Le relief de Saint-Cyr, marqué par le lit de la Loire, au sud et celui de la Choisille, à l'ouest, s'élève à une altitude entre un minimum de 47 m, à l'ouest, et un maximum de 101 m, point culminant établit à La Ménardière, dans le centre de la commune. Au niveau de La Grenardière, dans la partie sud du territoire communal, le coteau se présente sous la forme d'un escarpement constitué de craie blanche siliceuse et s'étageant sur une hauteur de 12 m.

### Climat
Pour des articles plus généraux, voir Climat du Centre-Val de Loire et Climat d'Indre-et-Loire.
En 2010, le climat de la commune est de type climat océanique dégradé des plaines du Centre et du Nord, selon une étude du CNRS s'appuyant sur une série de données couvrant la période 1971-2000. En 2020, Météo-France publie une typologie des climats de la France métropolitaine dans laquelle la commune est exposée à un climat océanique altéré et est dans la région climatique  Moyenne vallée de la Loire, caractérisée par une bonne insolation (1 850 h/an) et un été peu pluvieux. 
Pour la période 1971-2000, la température annuelle moyenne est de 11,5 °C, avec une amplitude thermique annuelle de 14,7 °C. Le cumul annuel moyen de précipitations est de 701 mm, avec 11 jours de précipitations en janvier et 6,5 jours en juillet. Pour la période 1991-2020, la température moyenne annuelle observée sur la station météorologique de Météo-France la plus proche, sur la commune de Fondettes à 6 km à vol d'oiseau, est de 11,9 °C et le cumul annuel moyen de précipitations est de 725,7 mm,. Pour l'avenir, les paramètres climatiques de la commune estimés pour 2050 selon différents scénarios d'émission de gaz à effet de serre sont consultables sur un site dédié publié par Météo-France en novembre 2022.
| Mois                                  | jan.            | fév.           | mars          | avril         | mai           | juin          | jui.          | août          | sep.          | oct.          | nov.          | déc.           | année      |
| ------------------------------------- | --------------- | -------------- | ------------- | ------------- | ------------- | ------------- | ------------- | ------------- | ------------- | ------------- | ------------- | -------------- | ---------- |
| Température minimale moyenne (°C)     | 2               | 1,8            | 3,4           | 5,3           | 8,8           | 12            | 13,5          | 13,3          | 10,3          | 8,3           | 4,7           | 2,4            | 7,2        |
| Température moyenne (°C)              | 4,9             | 5,5            | 8,2           | 10,7          | 14,4          | 17,8          | 19,7          | 19,6          | 16,2          | 12,7          | 8,1           | 5,3            | 11,9       |
| Température maximale moyenne (°C)     | 7,8             | 9,2            | 12,9          | 16,2          | 19,9          | 23,6          | 25,9          | 25,9          | 22,1          | 17            | 11,5          | 8,3            | 16,7       |
| Record de froid (°C) date du record   | −14,8 07.01.09  | −13,5 12.02.12 | −12 01.03.05  | −4,1 06.04.21 | −1,1 02.05.21 | 2,3 01.06.06  | 5,5 15.07.16  | 4 30.08.1993  | 1 25.09.02    | −3,4 21.10.10 | −9 24.11.1998 | −11,5 19.12.09 | −14,8 2009 |
| Record de chaleur (°C) date du record | 16,1 11.01.1998 | 22,6 27.02.19  | 25,5 31.03.21 | 29,6 30.04.05 | 32,6 27.05.05 | 39,2 29.06.19 | 40,5 25.07.19 | 39,9 10.08.03 | 35,3 14.09.20 | 29,6 02.10.11 | 23,2 07.11.15 | 17,9 07.12.00  | 40,5 2019  |
| Précipitations (mm)                   | 68,2            | 57,9           | 53,8          | 56,6          | 62,4          | 53,3          | 46,7          | 47,1          | 53,4          | 69,9          | 76,1          | 80,3           | 725,7      |

### Hydrographie

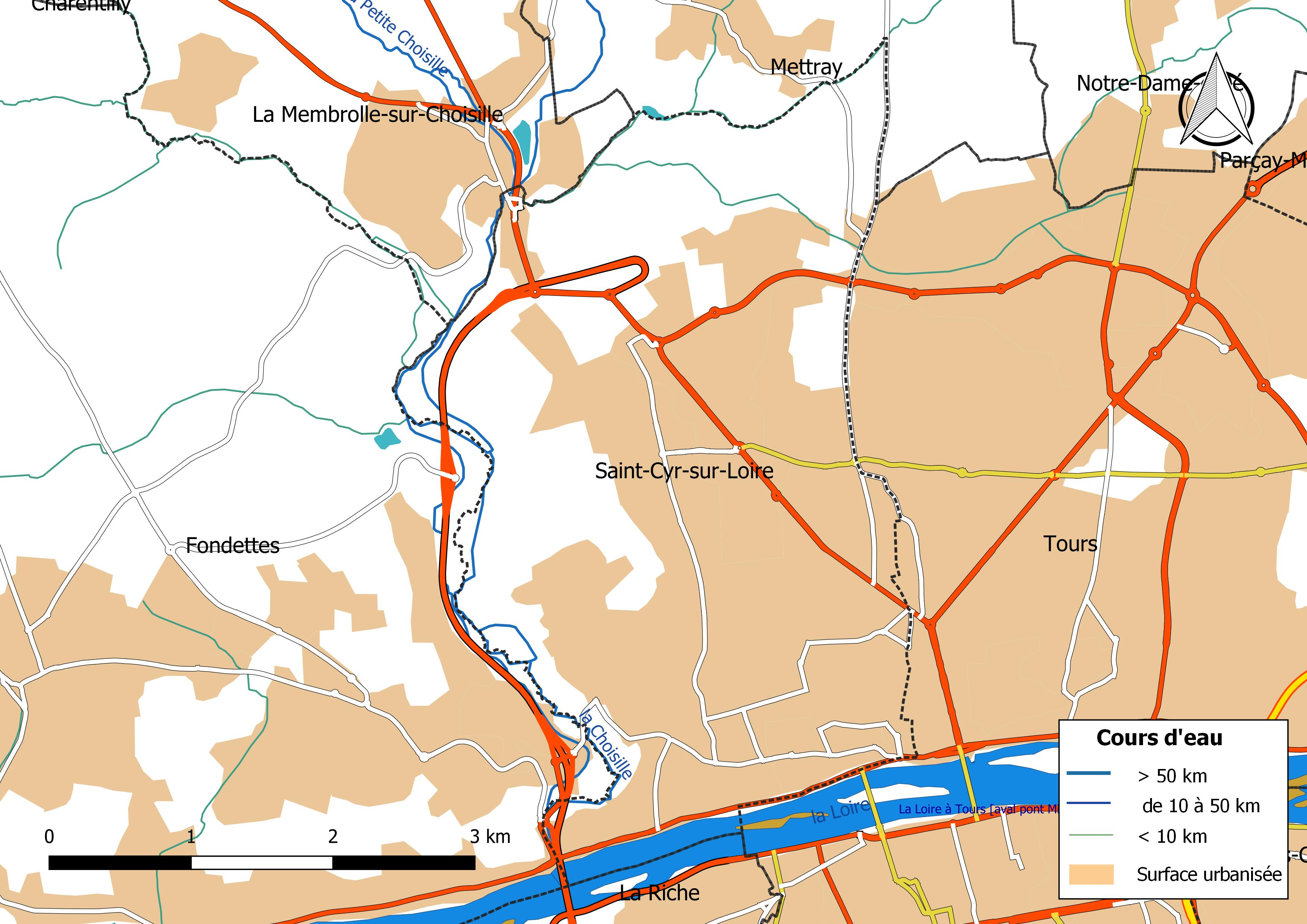
Réseau hydrographique de Saint-Cyr-sur-Loire.

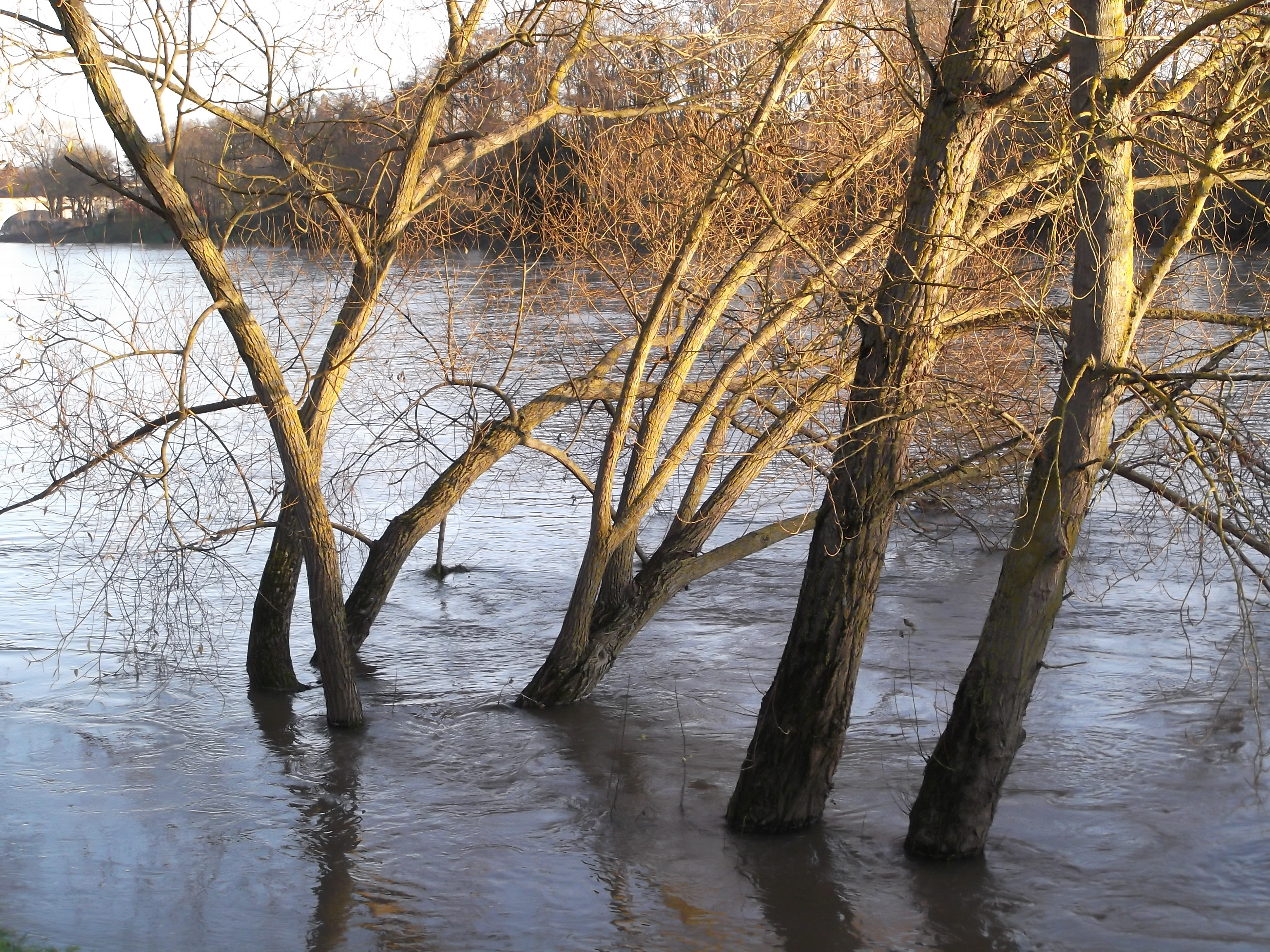
La Loire à Saint-Cyr.

La commune est bordée sur son flanc sud par la Loire (1,086 km). Le réseau hydrographique communal, d'une longueur totale de 12,26 km, comprend un autre cours d'eau notable, la Choisille (4,788 km), et quatre petits cours d'eau pour certains temporaires, : le ruisseau de la Perrée, d'une longueur totale de 5,33 km, coule au nord du territoire de Saint-Cyr, en limite de la commune de Mettray ; la Petite Gironde, également appelée ruisseau de Mié, d'une longueur totale de 5,07 km, alimente la partie nord-est de la commune sur 2,4 km ; le ruisseau Saint-Roch, qui se développe sur 7,27 km de long, coule dans la partie nord-ouest de la commune ; enfin, la Petite Choisille, de 16,62 km de long, traverse l'extrémité sud-ouest de Saint-Cyr-sur-Loire,,,.

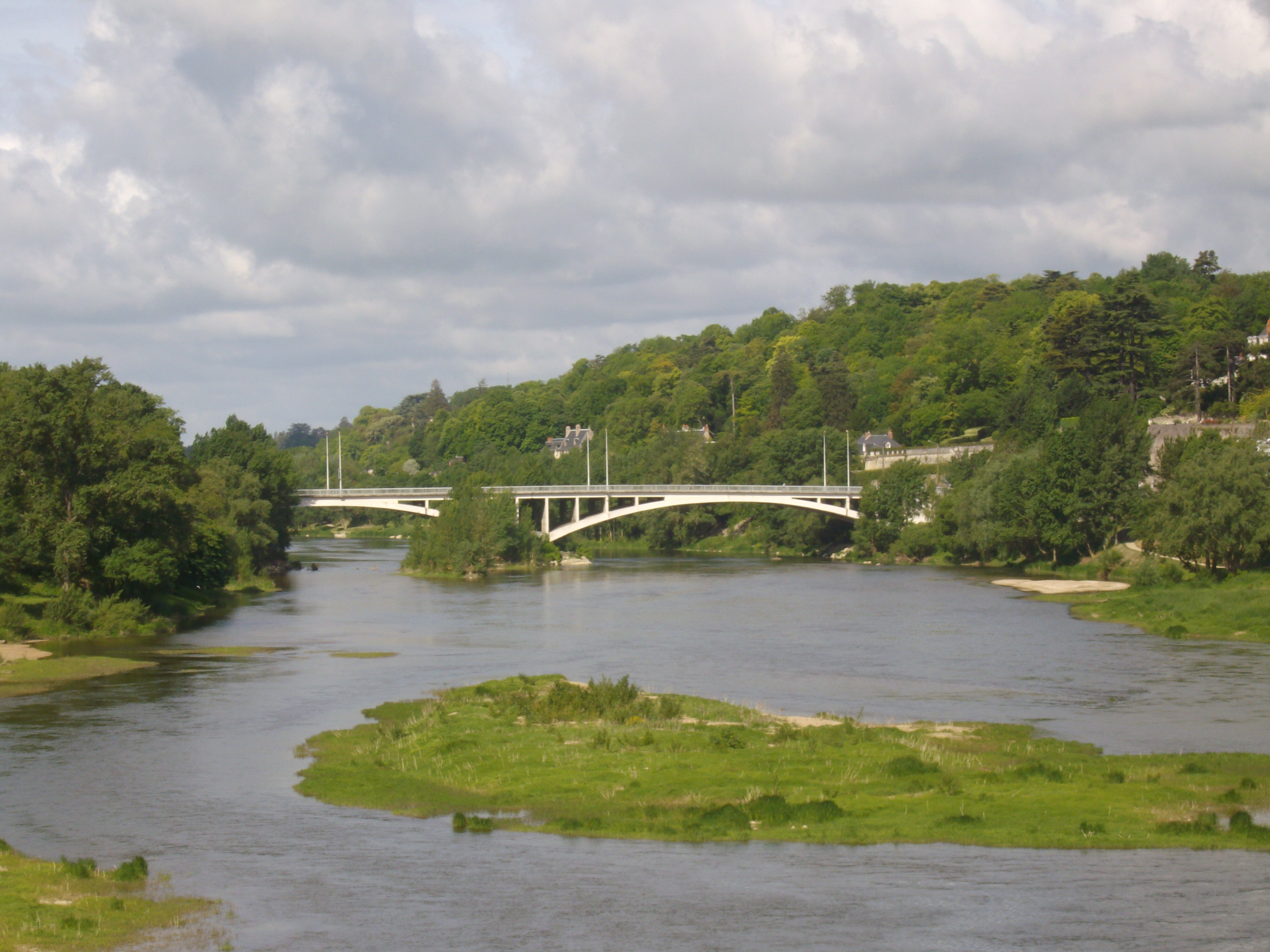
Le cours de la Loire traversé par le et bordé par Saint-Cyr, à droite, et Tours, à gauche.

Le cours de la Loire s’insère dans une large vallée qu’elle a façonnée peu à peu depuis des milliers d’années. Elle traverse d'est en ouest le département d'Indre-et-Loire depuis Mosnes jusqu'à Candes-Saint-Martin, avec un cours large et lent. La Loire présente des fluctuations saisonnières de débit assez marquées. Sur le plan de la prévision des crues, la commune est située dans le tronçon de la Loire tourangelle, qui court entre la sortie de Nazelles-Négron et la confluence de la Vienne, dont la station hydrométrique de référence la plus proche est située à Tours [aval pont Mirabeau]. Le débit mensuel moyen (calculé sur 62 ans pour cette station) varie de 112 m3/s au mois d'août à 622 m3/s au mois de février. Le débit instantané maximal observé sur cette station est de 3 050 m3/s et s'est produit le 9 décembre 2003, la hauteur maximale relevée a été de 5,78 m ce même jour,. La hauteur maximale historique a été atteinte le 3 juin 1856 avec une hauteur inconnue mais supérieure à 6,20 m.
Sur le plan piscicole, la Loire est classée en deuxième catégorie piscicole. Le groupe biologique dominant est constitué essentiellement de poissons blancs (cyprinidés) et de carnassiers (brochet, sandre et perche).

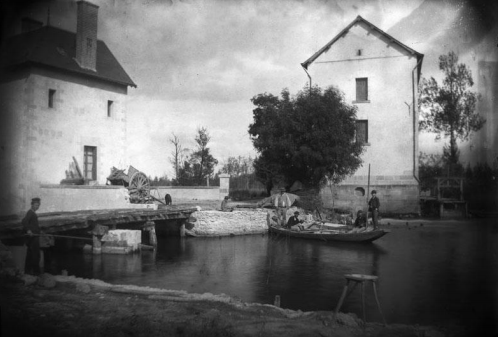
Moulin à eau sur la Choisille, à Saint-Cyr, en 1855.

La Choisille, d'une longueur totale de 26,1 km, prend sa source à 149 mètres d'altitude sur le territoire de la commune de Nouzilly et se jette dans la Loire à l'extrémité sud-ouest du territoire communal, à 42 m d'altitude, après avoir traversé 8 communes. Ce cours d'eau est classé dans les listes 1 et 2 au titre de l'article L. 214-17 du code de l'environnement sur le Bassin Loire-Bretagne. Au titre de la liste 1, aucune autorisation ou concession ne peut être accordée pour la construction de nouveaux ouvrages s'ils constituent un obstacle à la continuité écologique et le renouvellement de la concession ou de l'autorisation des ouvrages existants est subordonné à des prescriptions permettant de maintenir le très bon état écologique des eaux. Au titre de la liste 2, tout ouvrage doit être géré, entretenu et équipé selon des règles définies par l'autorité administrative, en concertation avec le propriétaire ou, à défaut, l'exploitant,.
Sur le plan piscicole, la Choisille est également classée en deuxième catégorie piscicole. Les mesures hydrométriques de la Choisille ont été réalisées à la station de jaugeage de Mettray, actuellement hors-service,. L'affluent ligérien, au nombre de Strahler de 1, présente un réseau de type « digité ». Les analyses hydrométriques effectuées entre 1977 et 1980 montrent qu'en saison estivale l'écoulement de la Choisille, régulièrement bas, observe un débit spécifique (ou QSP) de 2,74 l/s/km2, tandis qu'en saison hivernale, période marquée par de plus fortes précipitations et durant laquelle la rivière, débordant de son lit mineur, est soumise à de fréquentes crues, son débit spécifique accuse une forte hausse pour atteindre 12,28 l/s/km2. À l'étiage, d'après des mesures prises en 1976, le débit de la Choisille est de 1,6 l/s/km2. En outre, les estimations réalisées entre 1970 et 1985 à la station de Mettray, mettent en évidence que le module — ou débit interannuel moyen — de la rivière est d'approximativement 0,85 m3/s. Sur cette même période, l'écoulement moyen mensuel de la Choisille s'échelonne entre un minimum de 0,37 m3/s en août et un maximum de 1,59 m3/s en février. Un jaugeage ponctuel opéré à Saint-Cyr dans les années 2010 a permis de mesurer un DCR (débit de crise) de 0,140 m3/s et un DAR — débit d'alerte renforcée, équivalent du DSA, le débit seuil d'alerte, — de 0,395 m3/s.
Deux zones humides ont été répertoriées sur la commune par la direction départementale des territoires (DDT) et le conseil départemental d'Indre-et-Loire : « la vallée de la Choisille de Graffin au Moulin de Garot » et « la vallée de la Loire de Mosnes à Candes-Saint-Martin »,.

## Urbanisme

### Typologie
Au 1er janvier 2024, Saint-Cyr-sur-Loire est catégorisée grand centre urbain, selon la nouvelle grille communale de densité à sept niveaux définie par l'Insee en 2022.
Elle appartient à l'unité urbaine de Tours, une agglomération intra-départementale regroupant 38  communes, dont elle est une commune de la banlieue,,. Par ailleurs la commune fait partie de l'aire d'attraction de Tours, dont elle est une commune du pôle principal,. Cette aire, qui regroupe 162 communes, est catégorisée dans les aires de 200 000 à moins de 700 000 habitants,.

### Occupation des sols
L'occupation des sols de la commune, telle qu'elle ressort de la base de données européenne d’occupation biophysique des sols Corine Land Cover (CLC), est marquée par l'importance des territoires artificialisés (64,8 % en 2018), en augmentation par rapport à 1990 (46,2 %). La répartition détaillée en 2018 est la suivante : 
zones urbanisées (50,5 %), terres arables (12,3 %), zones industrielles ou commerciales et réseaux de communication (11,9 %), zones agricoles hétérogènes (10,7 %), forêts (7,9 %), prairies (2,5 %), espaces verts artificialisés, non agricoles (2,3 %), eaux continentales (1,8 %). L'évolution de l’occupation des sols de la commune et de ses infrastructures peut être observée sur les différentes représentations cartographiques du territoire : la carte de Cassini (XVIIIe siècle), la carte d'état-major (1820-1866) et les cartes ou photos aériennes de l'IGN pour la période actuelle (1950 à aujourd'hui).

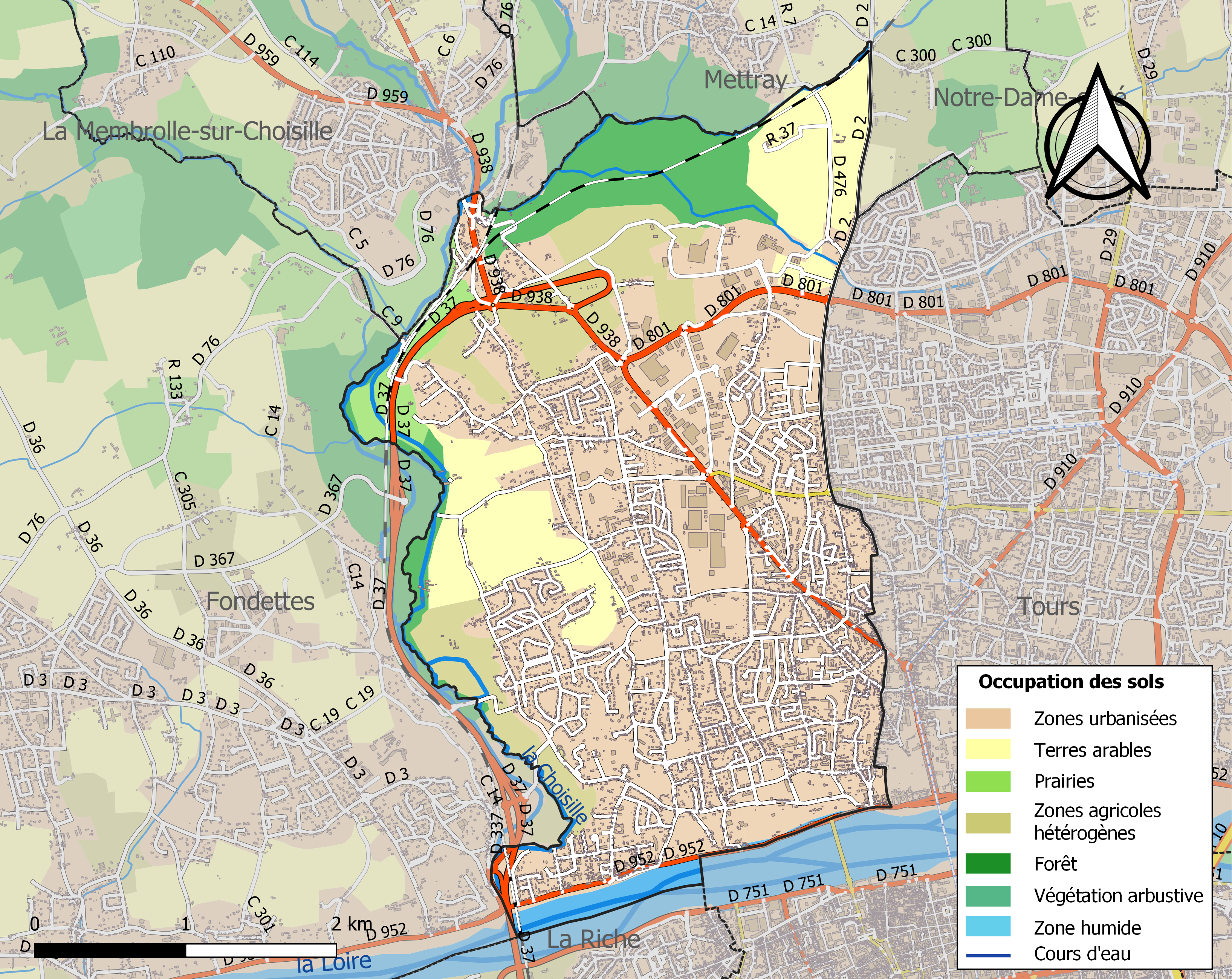
Carte des infrastructures et de l'occupation des sols de la commune en 2018 (CLC).

### Logement
Le tableau qui suit donne quelques indices chiffrés établis en 2016 permettant de comparer l'état du domaine du logement de Saint-Cyr-sur-Loire à celui de l'ensemble de l'Indre-et-Loire, :
|                                                        | Saint-Cyr-sur-Loire | Indre-et-Loire |
| ------------------------------------------------------ | ------------------- | -------------- |
| Part des résidences principales (en %)                 | 90,0                | 86,9           |
| Part des logements vacants (en %)                      | 8,6                 | 8,5            |
| Part des ménages propriétaires de leur logement (en %) | 62,7                | 59,2           |

Par rapport au contexte général de l'immobilier en Indre-et-Loire, la part, plus importante, des résidences principales et des logements vacants laisse moins de place aux résidences secondaires dont le taux s'élève à 1,5 % du parc d'habitations à Saint-Cyr-sur-Loire contre 4,5 % au niveau départemental. Par ailleurs, 62,7 % des occupants de résidences principales de la commune en sont propriétaires, contre 59,2 % au niveau départemental,
5 902 résidences principales ont été construites à Saint-Cyr-sur-Loire depuis 1946 — dont 642 entre 2006 et 2013 —, ce qui représente une proportion d'environ 76,2 % du parc immobilier de ce type de logement. Enfin, en 2016, sur l'ensemble des habitations recensées sur le territoire communal, 50 % d'entre elles sont des maisons individuelles.

### Morphologie urbaine

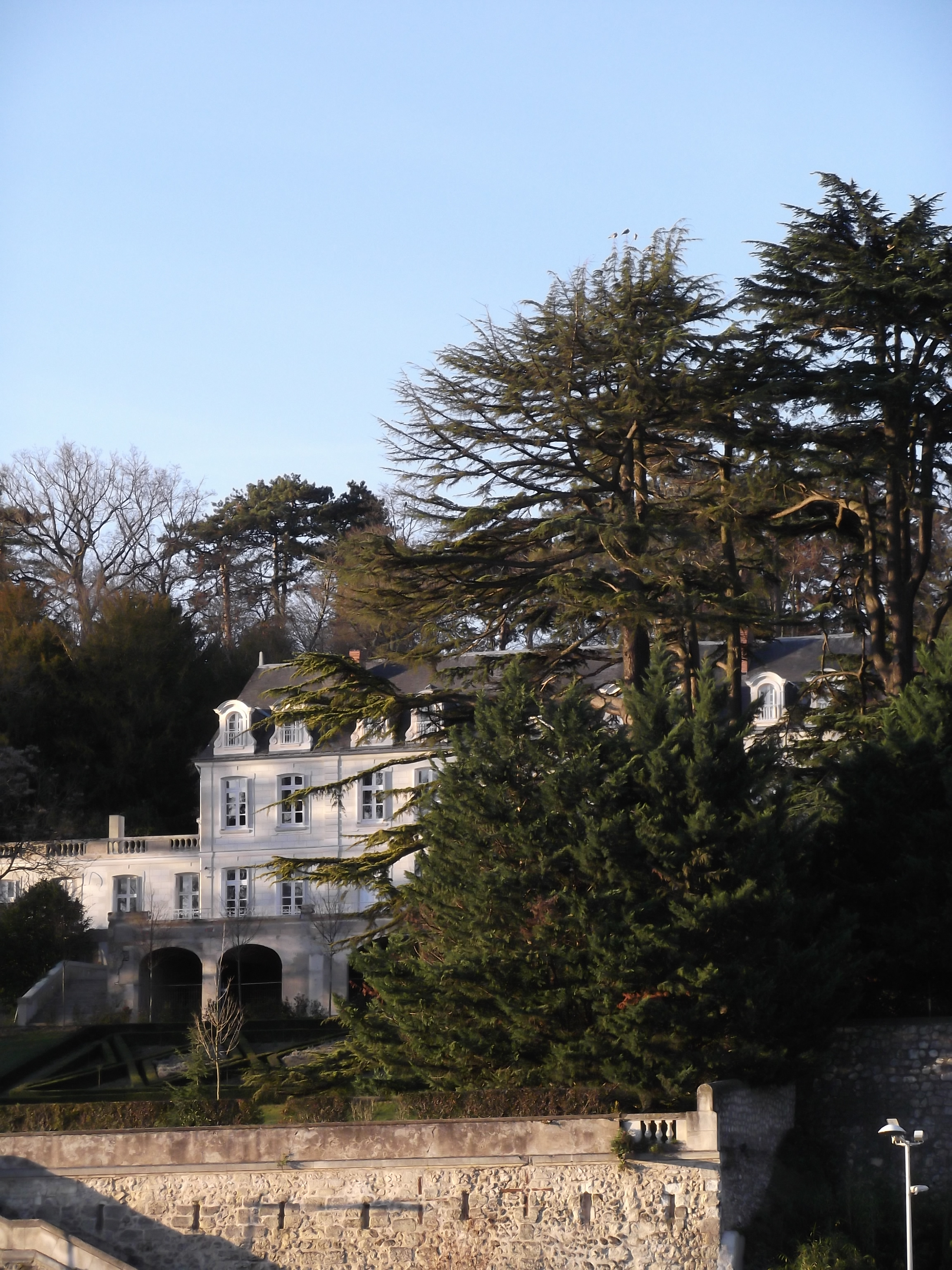
Le coteau de Saint-Cyr, ici avec une vue de La Gagnerie.

La commune de Saint-Cyr-sur-Loire a connu un développement important après la Seconde Guerre mondiale, profitant de l'impulsion de la ville voisine de Tours et plus spécifiquement du développement de Tours-Nord. Alors que les communes de Saint-Symphorien et Sainte-Radegonde-en-Touraine voisines à l'est fusionnent avec Tours, Saint-Cyr refuse de suivre ce mouvement malgré les tentatives d'influence de Tours, qui présente en 1964 une liste pro-fusion lors des élections municipales anticipées. Dans les années 1990, la ville développe quelques logements sociaux, avec le quartier de la Ménardière de 153 logements en 1990 puis 50 logements aux « Maisons blanches » en 1996.
Le développement démographique de la ville est ininterrompu jusqu'en 2006, la population étant multipliée par presque quatre en l'espace de soixante ans. Depuis, la ville est cependant légèrement en déclin démographique alors que les constructions de nouveaux logements ralentissent. La situation pourrait cependant de nouveau s'inverser avec le lancement du projet « Central Parc » en 2016 qui prévoit au nord de la commune l'installation de 660 logements collectifs et d'une centaine de maisons pour 1 800 habitants espérés. Le nouveau quartier prend la forme d'immeubles de deux à quatre étages orientés vers un parc central longitudinal. L'ensemble devrait intégrer 25 % de logements sociaux, alors que la commune n'en comptait que 15 % en 2012, et ceux-ci devraient être intégrés dans les résidences de sorte « qu’aucune différence ne puisse se faire entre les statuts des résidents »,.

### Voies de communication et de transport

#### Réseau routier
Le réseau routier de Saint-Cyr-sur-Loire est comprend la route départementale 938. Cette voie traverse le territoire communal sur un axe nord-ouest/sud-est et passe successivement par les ronds-points de la Croix de Pierre, de Katrineholm, du Maréchal Leclerc et Charles De Gaulle,.

### Lieux-dits, écarts et hameaux
La liste ci-dessous, non exhaustive, a pour objectif de récapituler les principaux lieux-dits, écarts et hameaux attestés sur le territoire de Saint-Cyr-sur-Loire :
- Amandiers (les)
- Aubinière (l')
- Augustins (les)
- Bechellerie (la)
- Beauclos
- Beauregard
- Bon-repos
- Brairie (la)
- Carroi-Chidaine (le)
- Carroi-de-l'Homme-Noir (le)
- Cassedroit
- Cave-Trouvée (la)
- Chanterie (la)
- Chapelle (la)
- Charentais
- Charlottière (la)
- Château-Gaillard
- Cheminée-Ronde (la)
- Cibotterie (la)
- Closeau (le)
- Clos-Besnard (le)
- Clos-Bouet (le)
- Coq (le)[Note 10]
- Courtoisière (la)
- Croix (la)
- Croix-de-Pierre (la)
- Dorissière (la)
- Fabrice (la)
- Fontaines (les)
- Gagnerie (la)
- Galanderie (la)
- Garotte
- Gatinière (la)
- Graffin
- Grande-Carrée (la)
- Grandes-Maisons (les)
- Grenardière (la)
- Grille (la)[63]
- Groseille (la)
- Gruette (la)
- Haut-Lieu (le)
- Haute-Vesprée (la)
- Lande (la)
- Levière
- Linière (la)
- Louvre (le)
- Lutèce
- Maisons-Blanches (les)
- Maudoux
- Ménage (le)
- Ménardière (la)
- Mésangerie (la)
- Mignonerie (la)
- Moisanderie (la)
- Monthécla
- Morier (le)
- Moisandrie (la)
- Noues-de-Prunet (les)
- Nueil
- Palluau
- Péraudière (la)
- Perigourd
- Petit-Bois (le)
- Petite-Boiterie (la)
- Petits-Poulets (les)
- Pilori (le)
- Pinauderie (la)
- Plaisance
- Planche (la)
- Pont-de-la-Motte (le)
- Portillon
- Pot-de-Fer (le)
- Pressoir-Cornu (le)
- Pressoir-Fondu (le)
- Pressoir-Viot (le)
- Prunet
- Rabelais (la)
- Ravauderie (la)
- Riablé (le)
- Riffay
- Rousselière (la)
- Rougeole (la)
- Tartifume
- Temples (les)[64]
- Tonneaux (les)
- Vauguenet
- Vauhardeau
- Vienne

### Risques majeurs
Le territoire de la commune de Saint-Cyr-sur-Loire est vulnérable à différents aléas naturels : météorologiques (tempête, orage, neige, grand froid, canicule ou sécheresse), inondations, mouvements de terrains et séisme (sismicité faible). Un site publié par le BRGM permet d'évaluer simplement et rapidement les risques d'un bien localisé soit par son adresse soit par le numéro de sa parcelle.
Certaines parties du territoire communal sont susceptibles d’être affectées par le risque d’inondation par débordement de cours d'eau, notamment la Petite Choisille, la Choisille et la Loire. La commune fait partie du territoire à risques importants d'inondation (TRI) de Tours, un des 21 TRI qui ont été arrêtés fin 2012 sur le bassin Loire-Bretagne et portés à 22 lors de l'actualisation de 2018. Des cartes des surfaces inondables ont été établies pour trois scénarios : fréquent (crue de temps de retour de 10 ans à 30 ans), moyen (temps de retour de 100 ans à 300 ans) et extrême (temps de retour de l'ordre de 1 000 ans, qui met en défaut tout système de protection),. La commune a été reconnue en état de catastrophe naturelle au titre des dommages causés par les inondations et coulées de boue survenues en 1983, 1999, 2003, 2013 et 2018,.

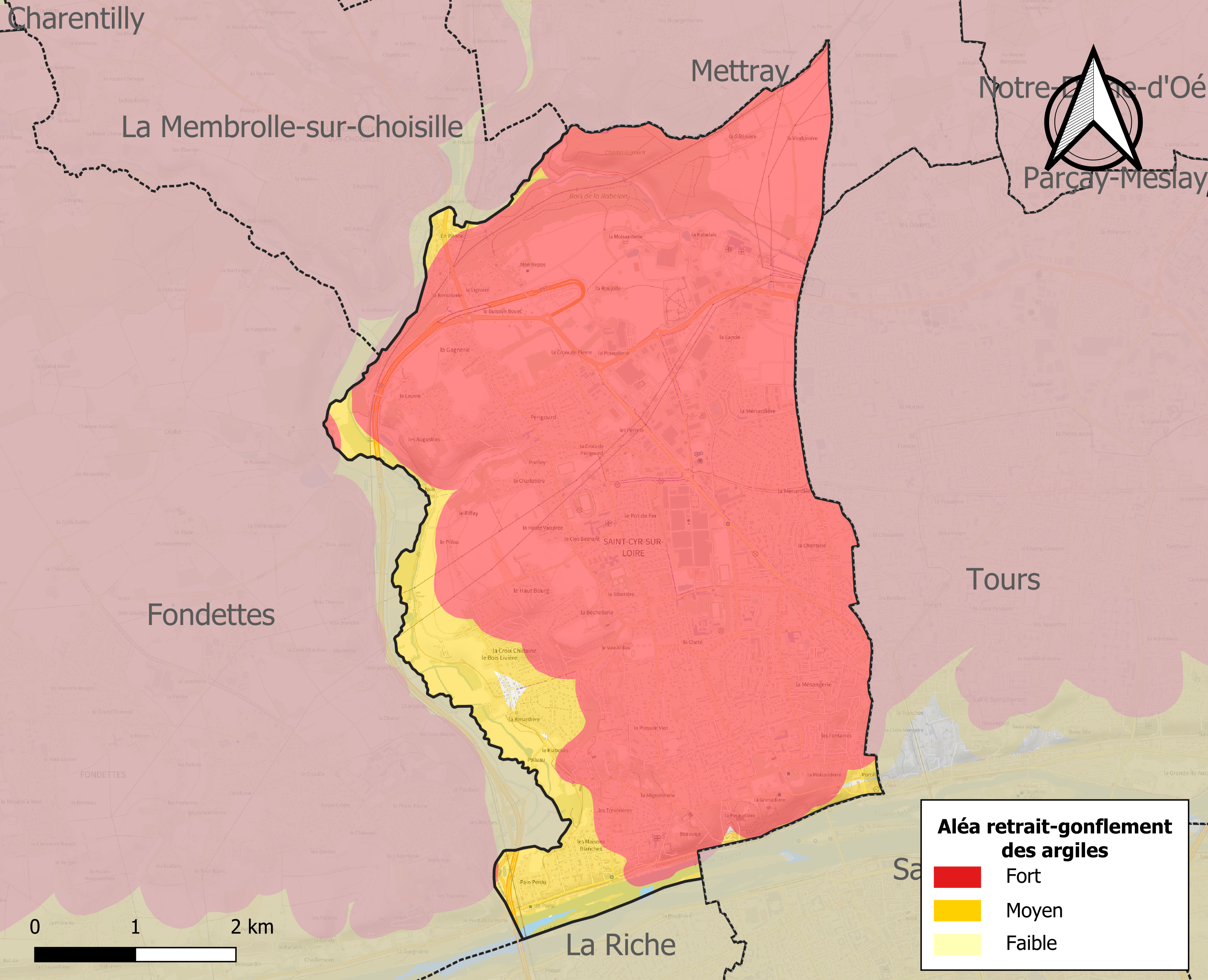
Carte des zones d'aléa retrait-gonflement des sols argileux de Saint-Cyr-sur-Loire.

La commune est vulnérable au risque de mouvements de terrains constitué principalement du retrait-gonflement des sols argileux. Cet aléa est susceptible d'engendrer des dommages importants aux bâtiments en cas d’alternance de périodes de sécheresse et de pluie. 99,6 % de la superficie communale est en aléa moyen ou fort (90,2 % au niveau départemental et 48,5 % au niveau national). Sur les 4 396 bâtiments dénombrés sur la commune en 2019, 4374 sont en aléa moyen ou fort, soit 99 %, à comparer aux 91 % au niveau départemental et 54 % au niveau national. Une cartographie de l'exposition du territoire national au retrait gonflement des sols argileux est disponible sur le site du BRGM,.
Concernant les mouvements de terrains, la commune a été reconnue en état de catastrophe naturelle au titre des dommages causés par la sécheresse en 1990, 1992, 1993, 1997, 2011, 2018 et 2019 et par des mouvements de terrain en 1983 et 1999.

## Toponymie et hydronymie
| Évolution chronologique des mentions du curtis, de la paroisse, puis de la commune, - Saint-Cyr : Début du XIXe siècle, cadastre napoléonien. |

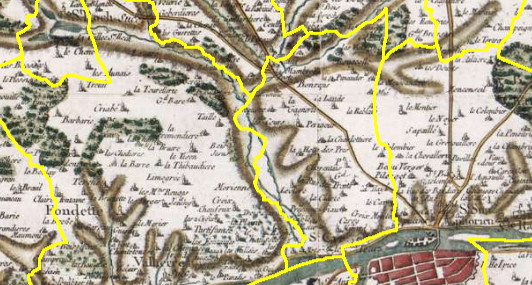
Extrait d'une carte de Cassini.

Le toponyme de la commune est associé au nom de saint Cyr, jeune martyr chrétien du IVe siècle. L'église paroissiale est par ailleurs consacrée à sa mère, sainte Julitte.
À l'époque gallo-romaine, le nom de la commune, décliné du grec, se présente sous la forme latine de Cyriacus. À l'époque carolingienne, le nom de Saint-Cyr-sur-Loire est attesté sous les termes de Ciricus mortarii, puis sous les termes de Ciriacus curtis — le mot curtis étant alors employé comme équivalent de villa,. Au cours de la Révolution française, la commune porte provisoirement le nom de Belle-Côte,.
Le nom du fief relevant de la paroisse de Saint-Cyr-sur-Loire a été désigné sous le terme de "Chaumont" — Calvus Mons, sous sa forme latine —, ou encore "Petit-Chaumont",. Léon Lhuillier, en s'appuyant sur les travaux de Jean-Jacques Bourassé et de Casimir Chevalier et en soulignant que l'ancien nom du fief saint-cyrien est Chaumont, fonde l'hypothèse que l'ancien fief saint-cyrien est Calatonnum,, un vicus fondé par saint Brice et mentionné par Grégoire de Tours,,,. Afin de conforter ce postulat, Lhuillier met en perspective que Saint-Cyr-sur-Loire remplit trois conditions requises : la commune est connue sous le vocable de la paroisse ; elle est située dans le diocèse tourangeau ; son patron (Saint Cyr) est un saint mort avant le ministère de Brice de Tours. Cependant, Calatonnum, qu'Alfred Jacobs a identifié à Clion, puis Émile Mabille à Chalenton, un hameau localisé entre les communes de Thilouze et Villaines et Lucie Pietri à Saint-Julien-de-Chédon, ne peut être, pour G. Desaché, en raison d'« incompatibilité philologique », attribué à Saint-Cyr-sur-Loire,.
La microtoponymie locale révèle l'existence de plusieurs noms faisant référence (ou relatifs) à un « lieu humide ». Le lieu-dit « Lutèce », un microtoponyme issu du latin lutosa, signifiant littéralement « boueuse », possède probablement une origine commune avec le « Lutecia » parisien, mais également avec « Les Lutières », dans la commune de Bridoré, ou encore « Les Lutinières », à Chinon. À Saint-Cyr-sur-Loire, la fontaine dite de « Migné » (devenue « Mié ») et le lieu-dit de la « Mignonerie », ont pour racine le terme gaulois mign, signifiant marais. Migna, la forme substantive de mign, s'est transformée en vignena, donnant ainsi le terme « Vienne », un autre toponyme attesté sur le territoire communal et renvoyant à la notion de marais.
Le lieu-dit les Temples se rapporte à un domaine d'une surface de 6 arpents qui a probablement appartenu à des templiers.
Pour Jacques-Marie Rougé, l'hydronyme la Petite Gironde, également appelé ruisseau du Mié, fait, comme les autres noms de lieux situés sur les coteaux tourangeaux de la Loire, référence à une « partie de pré ou de terre où l'eau se tient l'hiver ; et aussi écoulement des eaux, tracé par leur passage ou canalisé dans les caves, des coteaux tufiers de la Loire »,. En géographie, cet hydronyme renvoie à la notion de « perte karstique » provenant de rus et par lesquels circulent d'importants volumes d'eau de pluie. Le substantif de l'hydronyme peut également avoir pour origine la forme adjectivale gironde, l'hydronyme signifiant alors « ruisseau circulaire ».

## Histoire

### Préhistoire

#### Paléolithique

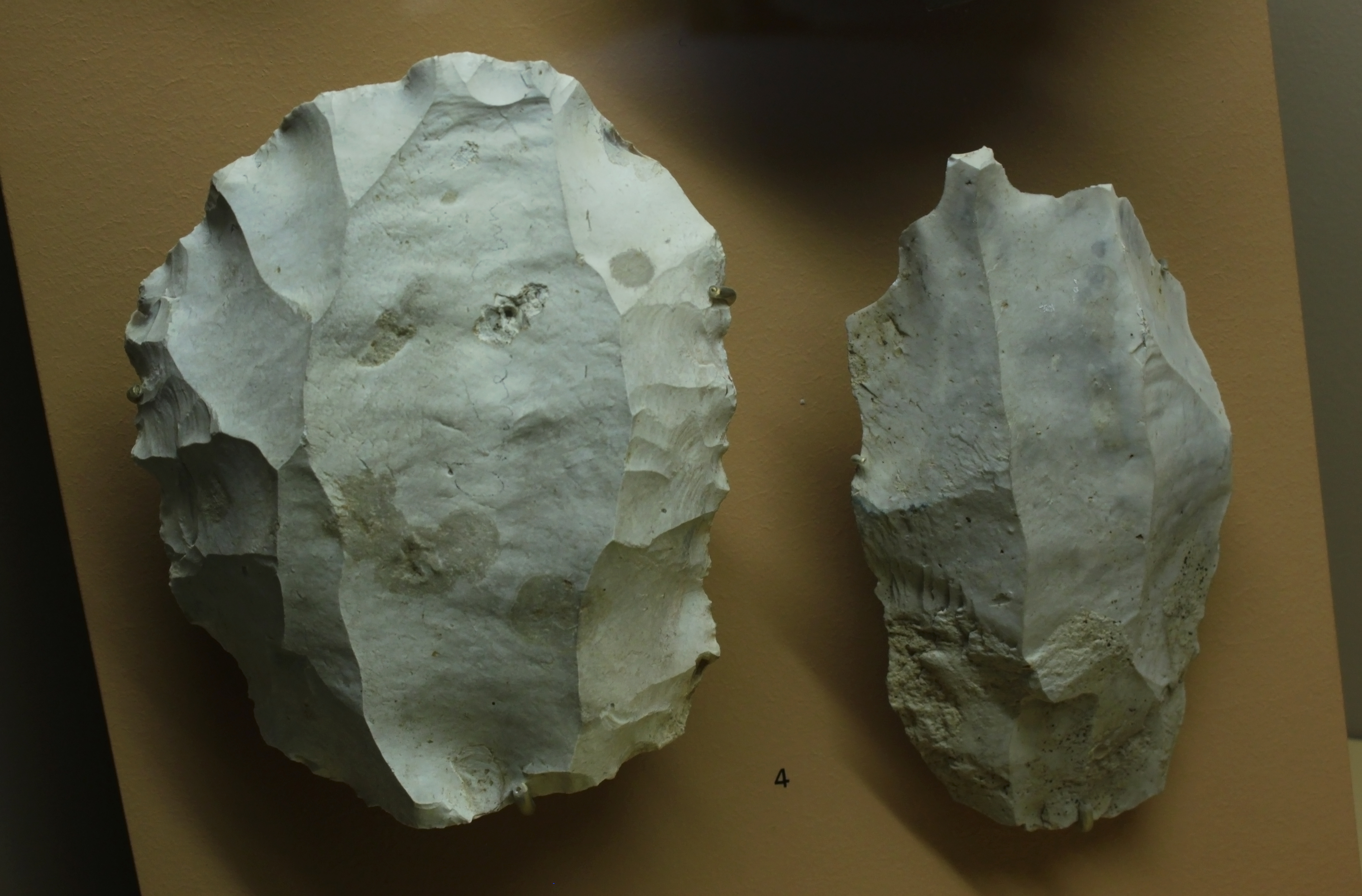
Nucleus et éclat issus d'un débitage de type Levallois, comparables à ceux retrouvés sur le site de l'Alliance.

Les traces d'une présence humaine sont attestées sur le territoire communal dès le Paléolithique moyen. Des travaux de fouilles opérés dans les années 2010 à la clinique de l'Alliance ont permis de mettre en évidence une imposante industrie lithique de culture moustérienne,,. La mise au jour des artefacts préhistoriques s'est faite au moyen du creusement de plusieurs tranchées et sondages. Le mobilier lithique collecté, réparti sur une aire s'étendant entre 4 000 et 5 000 m2, est composé d'un total de 485 pièces (197 classées par cote et 288 esquilles) dont 6 lames, 10 nuclei — quatre à débitage Levallois, un à débitage laminaire et cinq indifférenciés —, 444 éclats et 7 blocs gélifs,,.
La plupart des artefacts sont faits en silex local formé au Sénonien, cinq pièces sont conçues dans de la chaille également locale — issue de gisement se trouvant à quelques kilomètres du site de l'alliance — et les objets lithiques sont fabriqués à partir de silex non local. Bien que le corpus archéologique présente une homogénéité technologique avec une prépondérance d'un procédé de débitage de type Levallois et un emploi exclusif de la percussion directe dure, les analyses comparatives de l'assemblage lithique provenant de la tranchée no 7 et celui de la tranchée no 8 révèlent des disparités spatio-stratigraphiques et des modalités de chaîne opératoire différentes,,,,. Le processus de réalisation de l'outillage de la tranchée n° 7  comporte les phases de mise en forme et de production. Cependant, aucun indice ne montre que la chaîne opératoire de ce sous-ensemble inclut la phase dite d'acquisition. Cette étape a très probablement été opérée ex situ. Pour les archéologues, les dissemblences relevées entre le sous-ensemble lithique de la tranchée 8 et celui de la tranchée 7 pourraient indiquer deux occupations distinctes du site durant le Paléolithique moyen.

#### Néolithique

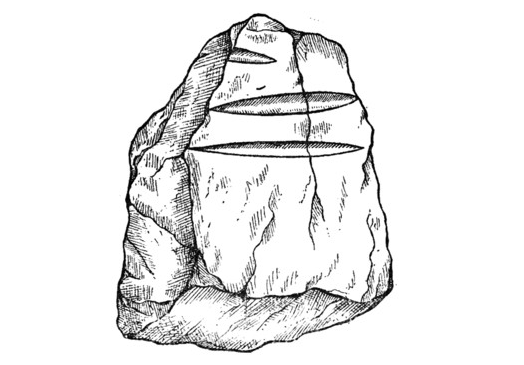
Polissoir fixe de Bois-Livière (croquis de Louis Dubreuil-Chambardel).

Au cours du Néolithique, l'occupation du territoire communal est attestée par la présence de silex soit taillés soit polis mis en évidence au sein de la vallée de la Choisille. La présence humaine à Saint-Cyr durant la période néolithique est également documentée par l'existence d'un polissoir fixe,. Le mégalithe, découvert en juillet 1911 dans un champ se trouvant à la jonction des lieux-dits de Bois et de Livière, dans la vallée de la Choisille, présente, à sa surface, trois rainures — deux complètes et une tronquée, mesurant respectivement 310 × 60 × 39 mm, 270 × 75 × 62 mm et 70 × 75 × 62 mm,. La surface du polissoir de Bois-Livière est également marquée de plusieurs traces de cassures, montrant ainsi que le mégalithe est un morceau d'une roche massive ayant été fragmentée de manière intentionnelle. Les autres fragments de la roche, un poudingue de couleur rouge et à compositon silico-calcaire, ont servi à délimiter le champ.
Les silex ont été mis en évidence à proximité de l'outil mégalithique, dans le champ de Bois-Livière et ses alentours. Pour Louis Dubreuil-Chambardel la présence du polissoir associée à celles des silex façonnés, souligne l'existence très probable d'un atelier.

### Antiquité

#### Lesvillæ
L'époque gallo-romaine est marquée par l'existence de six villæ,,,. Cinq des six établissements ruraux antiques sont situés au sein de la vallée de la Choisille, le sixième se trouvant à cheval sur Saint-Symphorien et l'extrémité est de Saint-Cyr-sur-Loire. Trois des six villae recensées — Limeriacus, Bauciacus et Magniacus — ont été identifiées à la fin du XIXe siècle, les trois dernières ayant été mises en évidence à la fin du XXe siècle.

##### Villa gallo-romaine de Meigné
L'établissement rural Magniacus est probablement situé non loin du lieu-dit de Mié, anciennement appelé Meigné. À l'époque de son utilisation, la villa devait probablement englober le lieu-dit saint-cyrien. Des prospections aériennes ont permis de mettre en évidence des traces dans des terres cultivées se trouvant dans un périmètre de 300 à 400 m du lieu-dit. Dans cette même zone, des fragments de tuiles ont été découverts. Toujours dans la même zone, des prospections au sol plus approfondies ont permis de recueillir des tessons de céramiques, des moellons ainsi que des fragments de tegulae. Ces pièces ont été mis au jour au voisinage d'une haie délimitant un champ de céréales et le domaine de la Moisanderie. Pour autant, le corpus d'artefacts a probablement été déplacé et il est plus probable que l'emplacement d'origine des vestiges se trouve sous la haie de séparation et dans la friche située à l'arrière. Bien que l'emplacement exact de Magniacus ne puisse être confirmé par des travaux de fouilles (non réalisées), il est probable que le centre de la villa gallo-romaine soit situé au niveau du terrain en friche et de la haie de séparation. D'autres pièces fragmentées ont été mises en évidence dans un terrain en dénivellation se trouvant à une distance relativement importante du centre du site antique. L'ensemble des artefacts provenant de Magniacus a été disséminé par l'activité agricole.

##### Villa gallo-romaine de Limeray

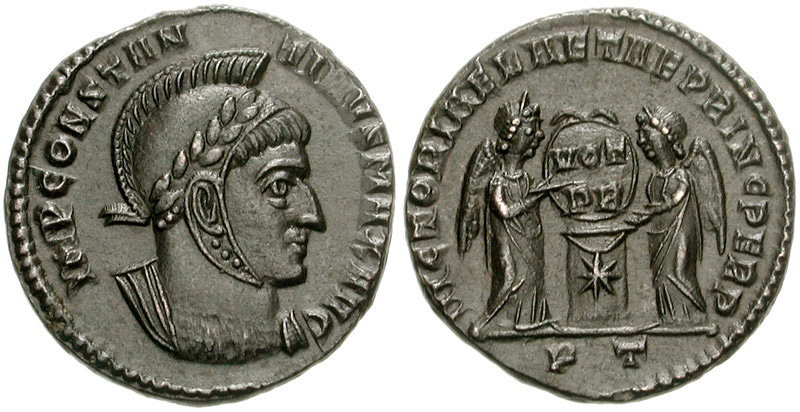
Follis à l'avers portant de l'effigie de Constantin Ier et au revers frappé de deux victoires, comparable à celui retrouvé dans le villa de Limeriacus.

L'établissement rural de Limeray (Limeriacus, en latin), s'étend sur environ 130 m de longueur. L'aire d'occupation de la villa gallo-romaine, délimitée à l'ouest par le cours de la Choisille,, se trouve à cheval sur deux parcelles (les parcelles no 111 et no 330) en grande partie urbanisées. La villa saint-cyrienne fait face à Charcenay (anciennement Carcannus), un établissement rural antique situé à Fondettes. Il est possible que les principaux bâtiments de Limeriacus aient été construits au lieu-dit des « Poulardières »,. Des fouilles opérées en 1899 au « Petit-Clos », un site localisé aux « Poulardières », ont permis de mettre en évidence des ruines de structures d'époque gallo-romaine — un puits ainsi qu'une salle aux murs appareillés de briques larges et pourvue d'une abside —, le tout associé à des morceaux de tuiles à rebord,,. Le mobilier archéologique de Limeriacus est essentiellement documenté par des tegulae fragmentées, des tessons de céramique, un Follis de 12 mm de diamètre dont l'avers porte l'effigie de Constantin Ier et le revers est frappé de deux victoires tenant un bouclier monté sur un cippe,, ainsi qu'une aiguière façonnée en bronze et dont la panse est marquée d'une dépression. Une partie des tuiles des bâtiments de la villa a été réemployée dans l'édification de murs mitoyens. Bien que la parcelle 330 ait livré une quantité de matériel archéologique plus importante que la parcelle 111, les fouilles de terrains, partielles, ainsi que les prospections n'ont pas permis de déterminer l'emplacement exact du centre de la villa gallo-romaine,.

##### Villa gallo-romaine duPréau
L'établissement rural gallo-romain du Préau, recouvert par un grand arpent de terres mises en culture localisé à côté du village de Périgourd, est documenté par la présence de fragments de tegulæ, de poteries et de moellons. Le mobilier archéologique, dispersé sur toute l'étendue du champ, a été découvert grâce au passage de la charrue. La villa aurait été érigée durant le Haut-Empire. Les bâtiments sont répartis en deux zones : l'une à l'extrémité nord du champ, la seconde à l'extrémité ouest.

##### Villa gallo-romaine deLa Grille
Les vestiges de la villa seraient potentiellement situés sous les bâtiments d'un lotissement construit dans les années 1980. L'établissement agricole antique, dont le lieu d'implantation exact reste à établir, est documenté par plusieurs fragments de tuiles et de poteries ainsi que par un morceau de tegula. Le mobilier archéologique a été retrouvé dispersé sur des terrains en culture situés au sud et à l'est du lotissement saint-cyrien.

#### Dépôts de céramiques
L'occupation du territoire communal, durant la période antique, est également attestée par trois gisements de céramiques mis en évidence sur les bords de Loire,.

#### Fondation de la paroisse
La paroisse de Saint-Cyr-sur-Loire est créée durant l'Antiquité tardive, en 418. La fondation de la paroisse saint-cyrienne est probablement réalisée sous l'impulsion de Brice de Tours, alors évêque de Tours. À la même époque, une église, placée sous le vocable de Saint Cyr, est construite sur le site de l'actuel édifice religieux.

### Moyen Âge

#### Haut Moyen Âge
Au début du IXe siècle, Chaumont (ou Calvus Mons), le fief de la paroisse de Saint-Cyr, appartient à l'archevêché de Tours. Aux environs de 885, Adalardus, alors archevêque de Tours, fait don du fief de Chaumont à Marmoutier, acte confirmé par Charles III en 886.
En 887, selon une mention issue du Chronicon Turonense magnum, les chanoines de Saint-Martin de Tours concèdent au seigneur d'Amboise les levées de dîmes perçues à Saint-Cyr.

#### Moyen Âge central
Dans la première moitié du XIe siècle, Eudes II de Blois fait don de Chaumont à Guelduin de Saumur,. La donation faite au seigneur de Saumur s'inscrit dans le cadre d'une réparation pour la perte de sa forteresse prise en 1025 par Foulques Nerra,. Guelduin de Saumur devient alors le premier seigneur de Chaumont.
Vers le milieu du XIe siècle, par un acte de confirmation de Geoffroy Martel, le fief de Chaumont devient la propriété de Geoffroy de Chaumont, fils de Guelduin de Saumur,,. Le deuxième seigneur de Chaumont, engagé en 1066 par Guillaume II de Normandie pour conquérir le royaume d'Angleterre, laisse le fief saint-cyrien, devenu seigneurie, au profit de sa nièce, épouse de Sulpice d'Amboise. À partir de cette date, le domaine de Chaumont reste en possession de la maison d'Amboise jusque dans la seconde moitié du XVe siècle,,.
En 1119, le chapître de Saint-Martin de Tours reçoit de Louis VI le Gros la possession du port de la paroisse tourangelle, infrastructure fluviale qui avait antérieurement appartenu à Bertrade de Montfort.
En 1143, Louis VII, par une charte faite à Eudes, alors doyen de Saint-Martin, entérine la donation au chapître tourangeau d'une partie des droits perçus sur le port de Saint-Cyr.

#### Moyen Âge tardif
En 1459, Pierre d'Amboise cède à Jean de Rosny, pour la somme de 2 000 écus, la moitié des terres de la seigneurie de Chaumont, lequel Jean de Rosny vend à son tour les deux tiers de son bien immobilier à la collégiale Saint-Martin. Par un acte de vente daté du 9 février 1477, la collégiale devient l'unique propriétaire de Chaumont.

### Époque moderne
En octobre 1660, la seconde moitié de la dîme collectée dans la paroisse saint-cyrienne est acquise par les chanoines de Marmoutier, cette part de l'impôt clérical étant auparavant perçue par les chanoines de Saint-Julien.
Vers la fin du XVIIe siècle, le territoire paroissial fait l'objet d'incursions de loups.

### Époque contemporaine
En décembre 1852, alors que se déroule le second plébiscite, qui permet à Napoléon III d'asseoir sa légitimité, l'ancien président, élu empereur, recueille la quasi-unanimité des suffrages de la commune : 495 des 524 votants (sur un total de 609 inscrits), se prononcent favorablement au maintien de Louis-Napoléon.

## Politique et administration

### Rattachements administratifs et électoraux
Saint-Cyr-sur-Loire fait partie de l'arrondissement de Tours dont elle est l'une des 54 communes, dans le département d'Indre-et-Loire, en région Centre-Val de Loire.
La commune, dans la seconde moitié du XIXe siècle, a été rattachée au canton de Tours-nord,, puis est devenue le bureau centralisateur de son propre canton, en 1973, après la création de nouvelles circonscriptions électorales dans le département d'Indre-et-Loire.
Depuis le redécoupage des circonscriptions législatives françaises de 2010, Saint-Cyr-sur-Loire appartient à la cinquième circonscription d'Indre-et-Loire et depuis le redécoupage cantonal réalisé en application du décret du 18 février 2014, elle est l'une des cinq communes constituant le canton de Saint-Cyr-sur-Loire (subdivision territoriale no 12).

### Tendances politiques
| Scrutin             | Scrutin             | 1er tour | 1er tour  | 1er tour | 1er tour | 1er tour | 1er tour | 1er tour | 1er tour  | 1er tour | 1er tour | 1er tour | 1er tour | 2d tour | 2d tour | 2d tour | 2d tour | 2d tour | 2d tour |
| Scrutin             | Scrutin             | 1er      | 1er       | %        | 2e       | 2e       | %        | 3e       | 3e        | %        | 4e       | 4e       | %        | 1er     | 1er     | %       | 2e      | 2e      | %       |
| ------------------- | ------------------- | -------- | --------- | -------- | -------- | -------- | -------- | -------- | --------- | -------- | -------- | -------- | -------- | ------- | ------- | ------- | ------- | ------- | ------- |
| Présidentielle 2017 | Présidentielle 2017 |          | LR        | 32,72    |          | EM       | 28,18    |          | LFI       | 14,53    |          | FN       | 11,01    |         | EM      | 80,07   |         | FN      | 19,93   |
| Présidentielle 2022 | Présidentielle 2022 |          | LREM      | 38,32    |          | LFI      | 17,25    |          | RN        | 13,18    |          | REC      | 8,90     |         | LREM    | 73,36   |         | RN      | 26,64   |
| Législatives 2022   | 5e                  |          | MoDem-Ens | 32,29    |          | LR       | 23,25    |          | PCF-Nupes | 19,40    |          | RN       | 9,06     |         | MoDem   | 72,11   |         | RN      | 27,89   |
| Législatives 2024   | 5e                  |          | MoDem-Ens | 32,62    |          | RN       | 24,35    |          | PCF-NFP   | 24,19    |          | LR       | 16,54    |         | MoDem   | 70,31   |         | RN      | 29,69   |

#### Élection municipale de 2014
Le nombre d'habitants de Saint-Cyr-sur-Loire au recensement de 2011 étant compris entre 10 000 et 19 999, le nombre de membres du conseil municipal pour l'élection de 2014 est de 33,.
Lors des élections municipales de 2014, les 33 conseillers municipaux (dont 29 issus de liste majoritaire UMP) ont été élus dès le premier tour ; le taux de participation était de 57,47 %. Ont obtenu,, :
| Suffrages exprimés               | Suffrages exprimés | Suffrages exprimés | 7 044     |             | 33 sièges à pourvoir | 33 sièges à pourvoir |
|                                  |                    |                    |           |             |                      |                      |
| Liste                            | Tête de liste      | Tendance politique | Suffrages | Pourcentage | Sièges acquis        | Var.                 |
| Saint-Cyr notre cœur notre force | Mr Philippe Briand | UMP                | 5 307     | 75,34 %     | 29 / 33              |                      |
| Saint-Cyr plurielle              | Mr Alain Fievez    | PS                 | 1 737     | 24,66 %     | 4 / 33               |                      |

### Liste des maires
Le tableau ci-dessous présente la liste des maires successifs de la commune depuis 1790 jusqu'à nos jours :
| Période                        | Période                      | Identité                                                                                               | Étiquette      | Qualité                                                                                   |
| ------------------------------ | ---------------------------- | --- | -------------- | ----------------------------------------------------------------------------------------- |
| Février 1790                   | Juin 1791                    | Jean Soudée                                                                                            |                | Vigneron                                                                                  |
| Juin 1791                      | Mars 1792                    | Jean Boutard                                                                                           |                | Meunier                                                                                   |
| Mars 1792                      | Juillet 1792                 | Vacation de la mairie                                                                                  |                |                                                                                           |
| Juillet 1792                   | Décembre 1792                | Louis-Thomas Desplanques                                                                               |                | Prêtre défroqué, membre de commission militaire révolutionnaire de Tours                  |
| Décembre 1792                  | Juillet 1794                 | Pierre Chotard                                                                                         |                | Vigneron                                                                                  |
| Juillet 1794                   | Novembre 1794                | Barthélémy Faucheux                                                                                    |                | Vigneron                                                                                  |
| Novembre 1794 (frimaire an II) | Mai 1795 (prairial an III)   | François Besnardeau                                                                                    |                | Vigneron                                                                                  |
| Mai 1795 (prairial an III)     | Août 1795 (fructidor an III) | François Guérin                                                                                        |                | Propriétaire                                                                              |
| Août 1795 (fructidor an III)   | Août 1800 (fructidor an IX)  | Successivement : Raphaël Genty, puis François Boileau, François Bordier, Claude Moreau et Joseph Pinot |                | Agents municipaux                                                                         |
| Août 1800                      | Juillet 1802                 | Claude Moreau                                                                                          |                | Agent municipal                                                                           |
| Juillet 1802                   | Septembre 1803               | François Chinon                                                                                        |                |                                                                                           |
| Septembre 1803                 | Janvier 1810                 | François Chinon                                                                                        |                |                                                                                           |
| Janvier 1810                   | Octobre 1830                 | Douineau de Charentais                                                                                 |                |                                                                                           |
| Octobre 1830                   | Août 1843                    | François Jean-Baptiste Dupont                                                                          |                |                                                                                           |
| Août 1843                      | Avril 1853                   | Alexis Jeuffrain                                                                                       |                |                                                                                           |
| Avril 1853                     | Août 1862                    | Charles Boutard                                                                                        |                | Propriétaire                                                                              |
| Octobre 1863                   | Novembre 1870                | André Cosson Aury                                                                                      |                | Propriétaire                                                                              |
| Novembre 1870                  | Juillet 1880                 | Pierre Guitard                                                                                         |                | Directeur des Fours à chaux                                                               |
| Juillet 1880                   | Mai 1882                     | Louis Porcherot                                                                                        |                |                                                                                           |
| Mai 1882                       | Septembre 1884               | François Brocherioux                                                                                   |                |                                                                                           |
| Septembre 1884                 | Mai 1896                     | Henri Pimpare                                                                                          |                |                                                                                           |
| Mai 1896                       | Mai 1900                     | Albert Bruzon                                                                                          |                | Directeur de la Société des usines de Portillon                                           |
| Mai 1900                       | Décembre 1919                | Henri Lebrun                                                                                           |                | Maître-fondeur                                                                            |
| Décembre 1919                  | Décembre 1937                | Louis Bézard                                                                                           |                |                                                                                           |
| Décembre 1937                  | Octobre 1944                 | Émile Dosda                                                                                            |                |                                                                                           |
| Octobre 1944                   | Mai 1945                     | Camille Gambardoux                                                                                     |                |                                                                                           |
| Mai 1945                       | Mai 1953                     | Louise Gaillard                                                                                        |                | Professeure ; une des premières femmes maires en France                                   |
| Mai 1953                       | Septembre 1956               | Georges Roy                                                                                            |                |                                                                                           |
| Septembre 1956                 | Mars 1959                    | Lucien Richardeau                                                                                      |                |                                                                                           |
| Mars 1959                      | Avril 1965                   | Louis Blot                                                                                             | Sans étiquette |                                                                                           |
| Avril 1965                     | Octobre 1984                 | Claude Griveau                                                                                         | DVD            | Conseiller général (1973-1984)                                                            |
| Novembre 1984                  | Mars 1989                    | Guy Raynaud                                                                                            | DVD puis UDF   | Conseiller général (1984-2001)                                                            |
| Mars 1989                      | En cours                     | Philippe Briand                                                                                        | UMP puis LR    | Député d'Indre-et-Loire (1993-2017) Président de Tours Métropole Val de Loire (2014-2020) |

### Jumelages
- Katrineholm (Suède) depuis le 24 juin 1979
- Meinerzhagen (Allemagne) depuis le 12 avril 1987
- Newark-on-Trent (Royaume-Uni) depuis le 11 avril 1993
- Valls (Espagne) depuis le 11 avril 1999
- Ptuj (Slovénie) depuis 1999
- Morphou (Chypre) depuis le 19 octobre 2002

Partenariat
- Koussanar (Sénégal) depuis le 31 mai 1990

## Population et société
Le nom qui désigne les habitants de la commune est Saint-Cyriens.

### Démographie

#### Évolution démographique
L'évolution du nombre d'habitants est connue à travers les recensements de la population effectués dans la commune depuis 1793. Pour les communes de plus de 10 000 habitants les recensements ont lieu chaque année à la suite d'une enquête par sondage auprès d'un échantillon d'adresses représentant 8 % de leurs logements, contrairement aux autres communes qui ont un recensement réel tous les cinq ans,.

En 2022, la commune comptait 16 766 habitants, en évolution de +6,36 % par rapport à 2016 (Indre-et-Loire : +1,67 %, France hors Mayotte : +2,11 %).
| 1793  | 1800  | 1806  | 1821  | 1831  | 1836  | 1841  | 1846  | 1851  |
| ----- | ----- | ----- | ----- | ----- | ----- | ----- | ----- | ----- |
| 1 500 | 1 295 | 1 118 | 1 329 | 1 434 | 1 484 | 1 620 | 1 862 | 1 848 |

| 1856  | 1861  | 1866  | 1872  | 1876  | 1881  | 1886  | 1891  | 1896  |
| ----- | ----- | ----- | ----- | ----- | ----- | ----- | ----- | ----- |
| 2 113 | 1 883 | 1 984 | 1 933 | 2 220 | 2 384 | 2 436 | 2 419 | 2 539 |

| 1901  | 1906  | 1911  | 1921  | 1926  | 1931  | 1936  | 1946  | 1954  |
| ----- | ----- | ----- | ----- | ----- | ----- | ----- | ----- | ----- |
| 2 648 | 2 699 | 2 740 | 2 939 | 3 114 | 3 593 | 4 418 | 5 652 | 6 974 |

| 1962  | 1968   | 1975   | 1982   | 1990   | 1999   | 2006   | 2011   | 2016   |
| ----- | ------ | ------ | ------ | ------ | ------ | ------ | ------ | ------ |
| 9 547 | 11 211 | 12 478 | 14 413 | 15 161 | 16 100 | 16 366 | 16 189 | 15 763 |

| 2021   | 2022   | - | - | - | - | - | - | - |
| ------ | ------ | - | - | - | - | - | - | - |
| 17 004 | 16 766 | - | - | - | - | - | - | - |

|                                           | 1968 - 1975 | 1975 - 1982 | 1982 - 1990 | 1990 - 1999 | 1999 - 2006 | 2006 - 2011 | 2011 - 2016 |
| ----------------------------------------- | ----------- | ----------- | ----------- | ----------- | ----------- | ----------- | ----------- |
| Taux de variation annuel de la population | + 1,5 %     | + 2,1 %     | + 0,6 %     | + 0,7 %     | + 0,2 %     | - 0,2 %     | - 0,5 %     |
| Solde naturel                             | + 1,0 %     | + 0,7 %     | + 0,5 %     | + 0,2 %     | + 0,1 %     | - 0,1 %     | - 0,3 %     |
| Solde migratoire                          | + 0,5 %     | + 1,3 %     | + 0,1 %     | + 0,4 %     | + 0,1 %     | - 0,1 %     | - 0,3 %     |

#### Pyramide des âges
La population de la commune est relativement âgée.
En 2018, le taux de personnes d'un âge inférieur à 30 ans s'élève à 29,7 %, soit en dessous de la moyenne départementale (34,9 %). À l'inverse, le taux de personnes d'âge supérieur à 60 ans est de 34,7 % la même année, alors qu'il est de 27,8 % au niveau départemental.
En 2018, la commune comptait 7 387 hommes pour 8 604 femmes, soit un taux de 53,81 % de femmes, légèrement supérieur au taux départemental (51,91 %).
Les pyramides des âges de la commune et du département s'établissent comme suit.
| Hommes | Classe d’âge | Femmes |
| ------ | ------------ | ------ |
| 1,5    | 90 ou +      | 2,8    |
| 8,6    | 75-89 ans    | 12,1   |
| 21,4   | 60-74 ans    | 22,5   |
| 20,6   | 45-59 ans    | 20,6   |
| 15,7   | 30-44 ans    | 14,4   |
| 16,6   | 15-29 ans    | 15,2   |
| 15,6   | 0-14 ans     | 12,4   |

| Hommes | Classe d’âge | Femmes |
| ------ | ------------ | ------ |
| 0,9    | 90 ou +      | 2,2    |
| 7,9    | 75-89 ans    | 10,2   |
| 17,3   | 60-74 ans    | 18,1   |
| 19,8   | 45-59 ans    | 19,1   |
| 17,9   | 30-44 ans    | 17,2   |
| 18,5   | 15-29 ans    | 17,5   |
| 17,6   | 0-14 ans     | 15,6   |

### Enseignement
La maison des apprentis Tonnellé est un centre de formation créé en 1868 par la municipalité de Tours,. La fondation de l'école d'apprentissage est alors en partie financée par un legs d'Amélie Tonnellé, la veuve de Louis Tonnellé,. La construction des bâtiments de l'établissement Tonnellé, dont l'autorisation est accordée par la préfecture le 29 décembre 1862, débute en 1866 sous la direction de l'architecte Étienne Charles-Gustave Guérin. Le bâtiment principal est ensuite agrandi de deux pavillons, l'un situé du côté est, le second du côté ouest, respectivement bâtis en 1874 et en 1871. À son ouverture, la maison des apprentis Tonnellé est dirigée par un abbé. L'établissement accueille chaque année environ trente élèves instruits, logés, nourris et blanchis gratuitement sur une période de trois ans,. En raison de locaux devenus trop vétustes, la maison des apprentis Tonnellé fait l'objet d'une fermeture en 1968. Les bâtiments de la maison Tonnellé sont ensuite rénovés pour abriter un CFA. Le CFA est ultérieurement déplacé vers d'autres locaux, situés à Tours-nord, tandis que les anciennes structures de la maison Tonnellé sont converties en résidence privée.

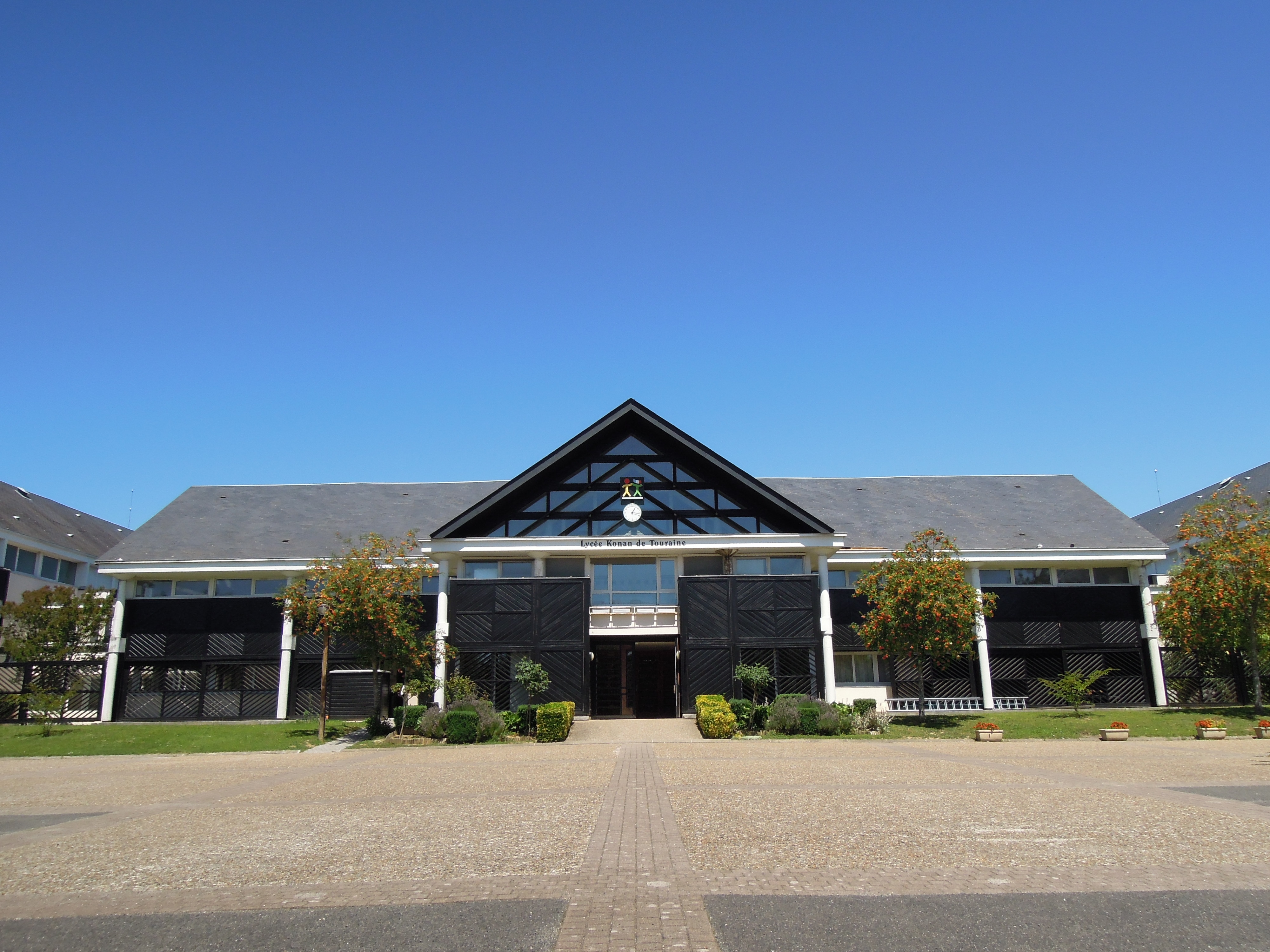
Le lycée Konan.

À l'initiative conjointe du conseil général d'Indre-et-Loire et du Japon, le lycée japonais Konan Gakuen, ou lycée-collège Konan de Touraine, est créé en avril 1991,. L'établissement secondaire privé accueille les enfants des expatriés japonais,. Après avoir fourni un enseignement à plus de 600 élèves, l'établissement ferme ses portes en 2012.
Saint-Cyr-sur-Loire héberge aussi les quatre écoles primaires publiques Honoré de Balzac, Périgourd, République, Roland Engerand et l'école élémentaire privée Saint-Joseph. La ville dispose d'autant d'écoles maternelles : il s'agit des écoles maternelles Charles Pérault, Honoré de Balzac, Jean Moulin, Périgourd et Saint Joseph. La ville compte par ailleurs deux collèges : le collège de La Béchellerie et le collège Henri Bergson, une école de musique installée dans le château de la Clarté ainsi que le centre de loisirs le Moulin Neuf situé dans la commune voisine de Mettray.
En septembre 2019, un nouvel établissement scolaire, remplaçant les écoles Honoré de Balzac, Anatole France, République et Jean Moulin, recevra près de 350 élèves. Le groupe scolaire, ouvert pour la rentrée 2019, comprendrait un total de 13 classes, dont 8 maternelles et 5 élémentaires.

### Équipements culturels et sportifs
Depuis 2007, Saint-Cyr-sur-Loire dispose d'une salle de spectacle : L'Escale.
La ville possède aussi une petite bibliothèque, la bibliothèque George-Sand, qui est séparée en deux salles : une salle adultes et une salle jeunesse. Elle compte, au total, environ 35 000 livres et 4 000 périodiques.
- Stade de football rénové Guy-Drut (300 places).
- Piscine municipale Ernest-Watel.
- Centre équestre de la Grenadière créé en 1956 dans les communs du château de la Grenadière (1855 / style Napoléon III) et construit par la famille Blot.

## Économie

### Revenus de la population et fiscalité
En 2015, le revenu disponible par ménage à Saint-Cyr-sur-Loire était de 24 766 €, tandis que la moyenne départementale s'élevait à 20 710 €.
En 2016, les Saint-Cyriens disposaient d'un revenu médian annuel de près de 24 794 €, supérieur au revenu médian annuel au niveau national qui s'élevait alors à 19 785 €. Pour cette même année, le taux de pauvreté de Saint-Cyr, alors s'établissant à 6,5 %, était nettement inférieur au taux de pauvreté au niveau national, de 13,9 %. Par ailleurs, pour l'exercice 2016, 31,2 % des foyers fiscaux de la commune étaient non imposables.

### Emploi
Les deux tableaux suivants révèlent les chiffres-clés de l'emploi à Saint-Cyr-sur-Loire et leur évolution entre 2011 et 2016, :
|                               | Saint-Cyr-sur-Loire 2011 | Saint-Cyr-sur-Loire 2016 | Évolution |
| ----------------------------- | ------------------------ | ------------------------ | --------- |
| Population de 15 à 64 ans     | 10 250                   | 9 219                    | - 10,05 % |
| Actifs (en %)                 | 72,0                     | 73,0                     | + 1,39 %  |
| dont :                        |                          |                          |           |
| Actifs ayant un emploi (en %) | 65,5                     | 66,0                     | + 0,76 %  |
| Chômeurs (en %)               | 6,4                      | 7,0                      | + 9,37 %  |

|                                      | Saint-Cyr-sur-Loire 2011 | Saint-Cyr-sur-Loire 2016 | Évolution |
| ------------------------------------ | ------------------------ | ------------------------ | --------- |
| Nombre d'emplois dans la zone        | 6 709                    | 6 434                    | - 4,10 %  |
| Indicateur de concentration d'emploi | 99,1                     | 103,7                    | + 4,64 %  |

Sur la période considérée, tout en étant inférieur à celui de l'échelon métropolitain, le taux de chômage au niveau communal est plus bas que le taux de chômage à l'échelon régional (qui est en forte hausse) : à Saint-Cyr-sur-Loire, il s'élève à 6,4 % en 2011 et à 7,0 % en 2016 — accusant ainsi une hausse de 9,37 % sur 5 ans — contre 8,8 à 9,0 % et 9,7 % en Centre-Val de Loire,. Toutefois, la population active de la commune est marquée par une faible croissance, puisqu'elle représente un taux de 65,5 % en 2011 et de 66,0 % en 2016, soit une augmentation de 0,76 %.
En 2016, 1 304 des 6 204 actifs dotés d'un emploi et résidant à Saint-Cyr-sur-Loire travaillent dans la commune elle-même.

### Tissu économique

#### Ensemble des données entreprenariales et salariales
Le tableau suivant a pour objectif de détailler le nombre d'entreprises implantées en 2016 à Saint-Cyr-sur-Loire, selon leur secteur d'activité et le nombre de leurs salariés :
|                                                              | Total | %    | 0 salarié | 1 à 9 salariés | 10 à 19 salariés | 20 à 49 salariés | 50 salariés ou plus |
| ------------------------------------------------------------ | ----- | ---- | --------- | -------------- | ---------------- | ---------------- | ------------------- |
| Ensemble                                                     | 1333  | 100  | 971       | 274            | 40               | 25               | 23                  |
| Agriculture, sylviculture et pêche                           | 3     | 0,2  | 2         | 1              | 0                | 0                | 0                   |
| Industrie                                                    | 39    | 2,9  | 23        | 1              | 8                | 5                | 2                   |
| Construction                                                 | 65    | 4,9  | 49        | 12             | 3                | 0                | 1                   |
| Commerce, transports, services divers                        | 935   | 70,1 | 672       | 220            | 24               | 10               | 9                   |
| dont commerce et réparation automobile                       | 234   | 17,6 | 141       | 77             | 5                | 5                | 6                   |
| Administration publique, enseignement, santé, action sociale | 291   | 21,8 | 225       | 33             | 12               | 10               | 11                  |
| Champ : ensemble des activités.                              |       |      |           |                |                  |                  |                     |

En 2017, 134 nouvelles structures entrepreneuriales ont été créées — tous secteurs confondus et hors agriculture. 91,1 % d'entre elles ont été fondées dans le domaine des services. Par ailleurs, concernant l'exercice 2015, sur l'ensemble des 1 333 établissements implantés sur le territoire communal, 34,9 % appartiennent à la sphère dite « productive » et 65,1 % à la sphère dite « présidentielle ». Toujours pour l'exercice 2015, les emplois satisfaisant les besoins locaux restent fortement majoritaires puisque leur part concerne 66,1 % de l'ensemble des postes salariés. Entre juillet 2018 et juillet 2019, selon les données du Figaro Économie, le territoire de Saint-Cyr-sur-Loire compte près de 2 200 entreprises. Sur cette même période, 67 structures entrepreneuriales appartenant aux cinq plus importants secteurs d'activité de la commune ont été créées et 10 ont été fermées.

#### Agriculture
Le tableau ci-dessous a pour but de présenter, en données chiffrées établies sur une période comprise entre 1988 et 2010, une synthèse des principales caractéristiques des exploitations agricoles de Saint-Cyr-sur-Loire :
|                                            | 1988  | 2000  | 2010          |
| ------------------------------------------ | ----- | ----- | ------------- |
| Nombre d’exploitations                     | 25    | 14    | 4             |
| Équivalent Unité de travail annuel         | 38    | 11    | 2             |
| Surface agricole utile (SAU) (ha)          | 601   | 368   | 261           |
| Cheptel (nombre de têtes)                  | 181   | 114   | 0             |
| Terres labourables (ha)                    | 552   | 349   | Non renseigné |
| Cultures permanentes (ha)                  | 6     | 2     | Non renseigné |
| Surface toujours en herbe (ha)             | 35    | 14    | Non renseigné |
| Superficie moyenne d’une exploitation (ha) | 24,04 | 26,29 | 65,25         |

Les données relevées sur la période de référence mettent en évidence que le nombre des exploitations agricoles, passant de 25 en 1988 à 4 en 2010, diminue fortement au profit d'une importante augmentation de leur surface moyenne. Le cheptel, composé de 188 têtes en 1988, est inexistant en 2010. D'autre part, les observations effectuées par le Ministère de l'Agriculture, de l'Agroalimentaire et de la Forêt montrent que le secteur agricole de la commune s'est orienté vers la polyculture et le polyélevage en 2000, puis vers la culture des céréales et des oléoprotéagineux (COP) en 2010.

## Culture locale et patrimoine

### Patrimoine architectural

#### Lieux et monuments inscrits ou classés
L'église Saint-Cyr et Sainte-Julitte, établie face à la Loire, est précédée d'un premier édifice religieux (une chapelle) daté du début du Ve siècle apr. J.-C. Une église de style roman est construite au cours du Xe siècle. L'église est reconstruite dans un style gothique flamboyant aux XVe et XVIe siècles, sous l'impulsion de Louis XI,,,,. Plusieurs éléments de l'église de Saint-Cyr — notamment le porche, l'autel, le chœur et les vitraux qui le surplombent, ainsi que les tribunes —, font l'objet d'une restauration durant le XIXe siècle. L'édifice bénéficie d'une inscription au titre des monuments historiques en 1926. Une seconde campagne de restauration du monument est entamée en 1979. La campagne de rénovation, réalisée sous l'égide de la commune, prend fin en 2006.
Le Vau Ardau, situé au nord-ouest du centre-bourg, est une propriété bâtie dans la seconde moitié du XVIIIe siècle. À cette époque, la construction du Vau Ardau intervient dans un contexte de « prospérité » de la capitale tourangelle. La propriété saint-cyrienne comprend un logis principal et une maisonnette, le tout entouré d'un mur de clôture circulaire et fermé d'une grille encadrée par deux piliers. Le corps de logis, une structure de type pavillonnaire, est constitué d'un rez-chaussée surmonté d'un comble. Un corps de bâtiment, du même style architectural, est construit dans le prolongement du logis principal au cours du XIXe siècle. Par arrêté du 16 septembre 1963, les façades et les toitures du corps de logis, la maisonnette ainsi que la clôture encerclant la propriété — mur, grille et piliers compris —, sont inscrits au titre des monuments historiques.
Le manoir de la Béchellerie est édifié au cours de la seconde moitié du XVIIIe siècle. Le logis principal du manoir est composé d'un rez-de-chaussée en surélévation dont l'entrée est accessible par un court escalier, et d'un comble. Le comble dispose de deux chambres. Deux pavillons, disposés en saillie du corps principal, en constituent les ailes. Les communs viennent sont disposés en retour d'équerre au côté nord-est du corps de logis. En surplomb de la vallée de la Loire, des jardins aménagés en terrasses'étendent au sud des bâtiments. La Béchellerie, propriété d'Anatole France entre 1918 et 1924, est inscrite au titre des monuments historiques par arrêté ministériel du 3 mars 1941.
Établie dans le quartier des Maisons-Blanches (dans la partie sud-ouest du territoire communal), la propriété de La Gruette est une ancienne closerie transformée en manoir et dont le logis principal est conçu vers le milieu du XVIIIe siècle, en 1755, par Audebert Cartier, menuisier du duc de Choiseul,. Le logis principal, une « gentilhommière », « type parfait de la villa du XVIIIe siècle », affecte l'apparence d'une folie d'époque Louis XV. Le côté sud du corps de logis est flanqué de part et d'autre par deux corps de bâtiment de moindre hauteur. Le premier étage du corps de logis est ajouré par quatre lucarnes et par un œil-de-bœuf surmonté d'un fronton. Le rez-de-chaussée est aménagé de 5 pièces disposées en enfilade. La « gentilhommière » est pourvue de boiseries conçues à l'époque de sa construction. Une grille, flanquée de deux piliers ornés de corbeilles de fruits, est le seul élément qui reste de la clôture. Derrière la grille se trouvent les vestiges de trois cabinets de verdure se présentant sous forme de charmilles. Une ancienne chapelle est établie dans la partie sud-est de la propriété. Depuis le 14 juin 1961, plusieurs éléments du manoir de La Gruette — la façade du corps de logis donnant sur la cour fermée et la toiture qui la surmonte, la section de clôture qui cerne la cour, le sol de la cour ainsi que la chapelle — bénéficient d'un classement au titre des monuments historiques.

Monuments inscrits ou classés
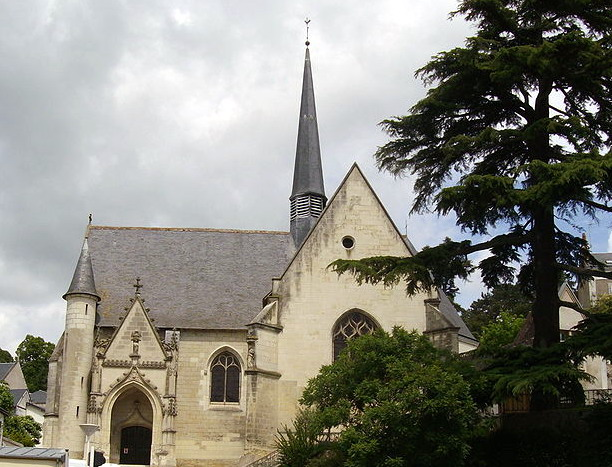
L'église Saint-Cyr et Sainte-Julitte.
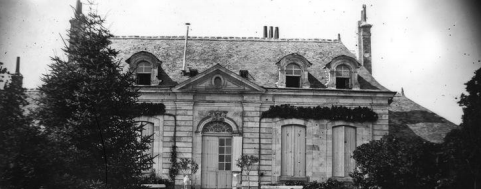
La Gruette.

#### Autres bâtiments remarquables
Aux XVIe et XVIIe siècles, la Perraudière, également connu sous le nom de Carroi-Gratte-Chien, est un fief qui relève de Chaumont. La façade du corps de logis, unique vestige du manoir d'origine, date du XVe siècle. Deux bustes conçus en terre cuite, l'un à l'effigie d'Antoine Duprat, le second à celle de Louise de Savoie, sont nichés du côté nord de la façade. Un écusson portant les armes de Pierre Denis (un écuyer conseiller du roi propriétaire de la Perraudière en 1713), orne également la façade. Dans les années 1830, sous la commandite de la famille Moisant, l'architecte Phidias Vestier entreprend d'importants travaux à la Perraudière et construit les communs (appelés le Pavillon Charles X). Le corps de logis et son parc sont acquis par la municipalité de Saint-Cyr en 1981. Après des travaux de restauration du logis principal et du parc, la Perraudière est rouverte en 1990. Le bâtiment principal abrite actuellement les locaux de la mairie.
Le château de Palluau, établi dans la vallée de la Choisille, a été la propriété de Pierre Bretonneau et de Justinien Nicolas Clary,.
La propriété des Trois-Tonneaux, dite parfois « château des Tonneaux », appartint à Étienne de Mornay, chancelier de France sous Louis X, et fut une maison de plaisance pour le roi Louis XI. Cette propriété viticole possède une cave et un souterrain éboulé menant probablement au bord de la Loire afin d'acheminer le vin dans la cave.
« La Moisanderie » est une propriété construite au cours des XVIe et XVIIe siècles et ayant appartenu aux carmélites de Tours,. À cette époque, la propriété comprenait une métairie et une closerie. En date du 3 novembre 1791, la Moisanderie fait l'objet d'une vente au titre de bien national pour une somme s'élevant à 27 100 livres. La propriété saint-cyrienne est ensuite achetée par la commune pour être finalement acquise par la agglomération de Tours. Des bâtiments ayant fait partie de la Moisanderie, il ne demeure plus qu'une grange.
Le château de Charentais, localisé dans la partie centrale du territoire communal, est à l'origine un manoir daté du XIIIe siècle et compris dans un domaine d'une surface de 36 ha. Le château est entièrement rebâti en 1858 sous la conduite de l'architecte Jean-Charles Jacquemin,.
Situé dans la partie sud-est du territoire communal,, le manoir de la Tour (anciennement appelé closerie du Haut-Lieu), est une propriété du XVIIe siècle ayant tout d'abord appartenu à l'abbaye de Marmoutier,,. Sous la Révolution, le manoir, à l'instar d'autres propriétés saint-cyriennes possédées par le clergé, est vendu au titre de bien national. Le manoir de La Tour a ensuite appartenu à Michel Banchereau, Mériadec Moisant, Boisseau de Beaulieu, Pierre Camille Fouché, Thomas Reddall Kay, Mme Francesca Monti Lunt ou encore Auguste Hoppenot. Le 11 novembre 1995, le conseil municipal de Saint-Cyr-sur-Loire acquiert le manoir,.
L'église Saint-Pie X est bâtie entre juin 1964 et septembre 1966. Située dans la partie est du territoire communal, l'église est construite sur une ancienne propriété (Le portail de l'Ormeau) dont les terrains sont rachetés dans les années 1950 par le diocèse de Tours. L'édifice religieux, érigé sous l'impulsion des archevêques de Tours Mgr Louis-Joseph Gaillard et Mgr Louis Ferrand, est inauguré et béni en novembre 1966,. L'autel de l'église est alors conçu en contreplaqué. En 2018, cet autel, « provisoire » et consacré en date du 22 décembre 1996, est remplacé par celui provenant de la cathédrale de Tours,. 22 ans plus tard, bien qu’elle ait été dépourvue d'un « autel définitif », l'église, placée sous le vocable de Pie X, fait à son tour l'objet d'une consécration,.
La villa Sainte-Marie, également appelée La Galanderie jusqu'en 1862, est une propriété du XVIIe siècle construite sur le « coteau de Saint-Cyr ». À l'origine un ancien fief dépendant de l'abbaye de Marmoutier, La Galanderie, au cours des XVIIe et XVIIIe siècles, appartient successivement à Jacob Baret (procureur du roi) vers 1600, puis à Jacques Baret (référendaire à la chancellerie de France) en 1621, à Michel Taschereau en 1681 et à Joseph Taschereau (trésorier de France) en 1728. Durant la seconde moitié du XIXe siècle, la propriété a, entre autres, appartenu au Dr Louis Tonnellé entre 1855 et 1862,. De 1866 jusqu'à 1878, la villa saint-cyrienne abrite le siège de la congrégation des Oratoriens. En 1938, la villa Sainte-Marie devient la propriété de l'État afin d'y héberger l'armée de l'air,. L'État la cède en 2010.
Localisée dans la partie sud de la commune, la Grenardière est une propriété constituée d'un château et d'une maison (dite la Petite Grenardière). Fréquemment louée à des Anglais au tournant des XVIIIe et XIXe siècles, la Petite Grenardière a été le lieu d'habitation d'Honoré de Balzac, en 1830,,,,. La maison est alors louée par Laure de Berny afin que l'écrivain tourangeau puisse séjourner dans la commune où il avait été placé en nourrice, à Portillon,. La Petite Grenardière est ensuite le lieu d'habitation de Pierre-Jean de Béranger, entre 1836 et 1838, puis de Jean-Charles Cazin, entre 1869 et 1871,.

Autres bâtiments remarquables
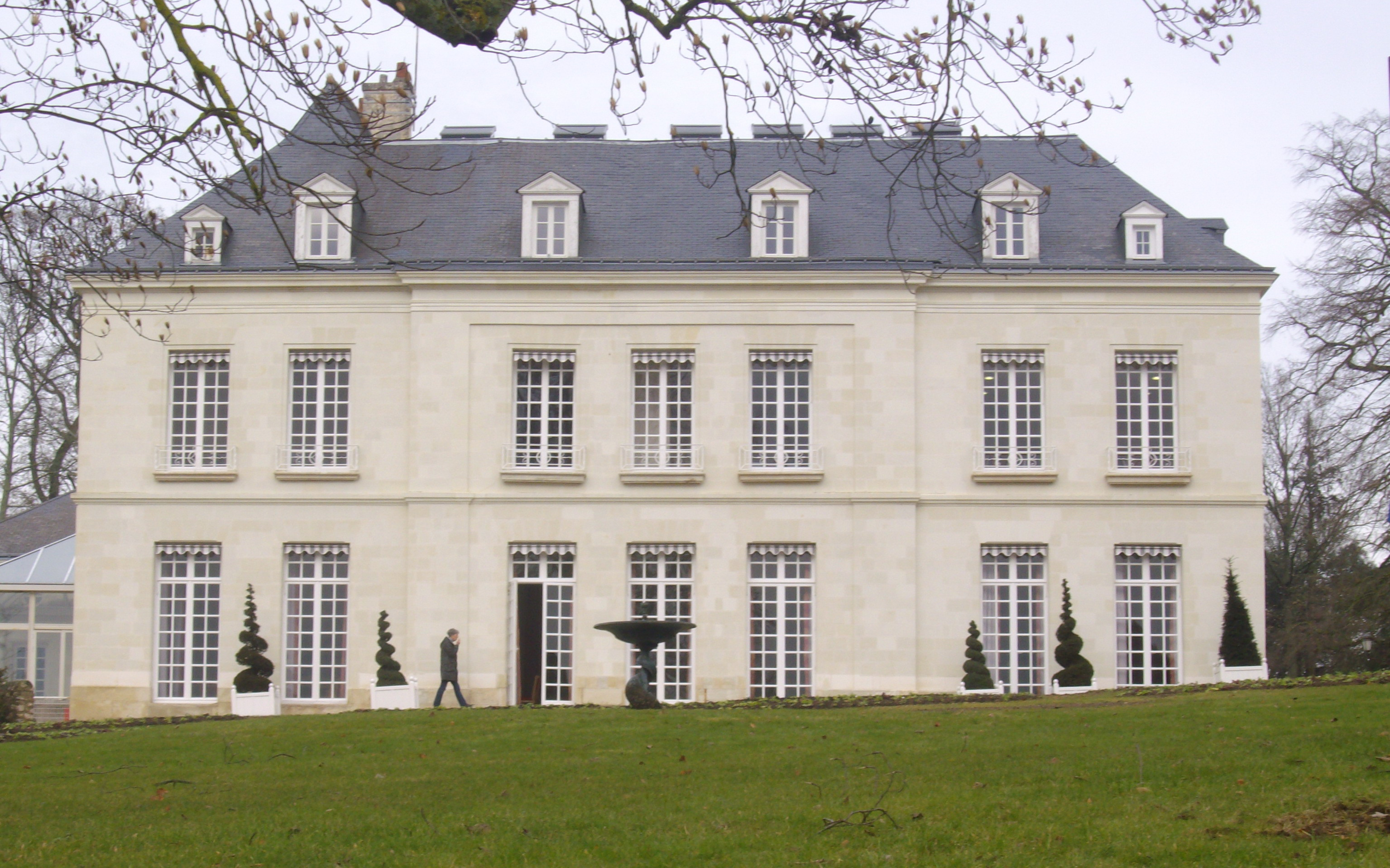
« La Perraudière » abrite la mairie de Saint-Cyr (face à la Loire).
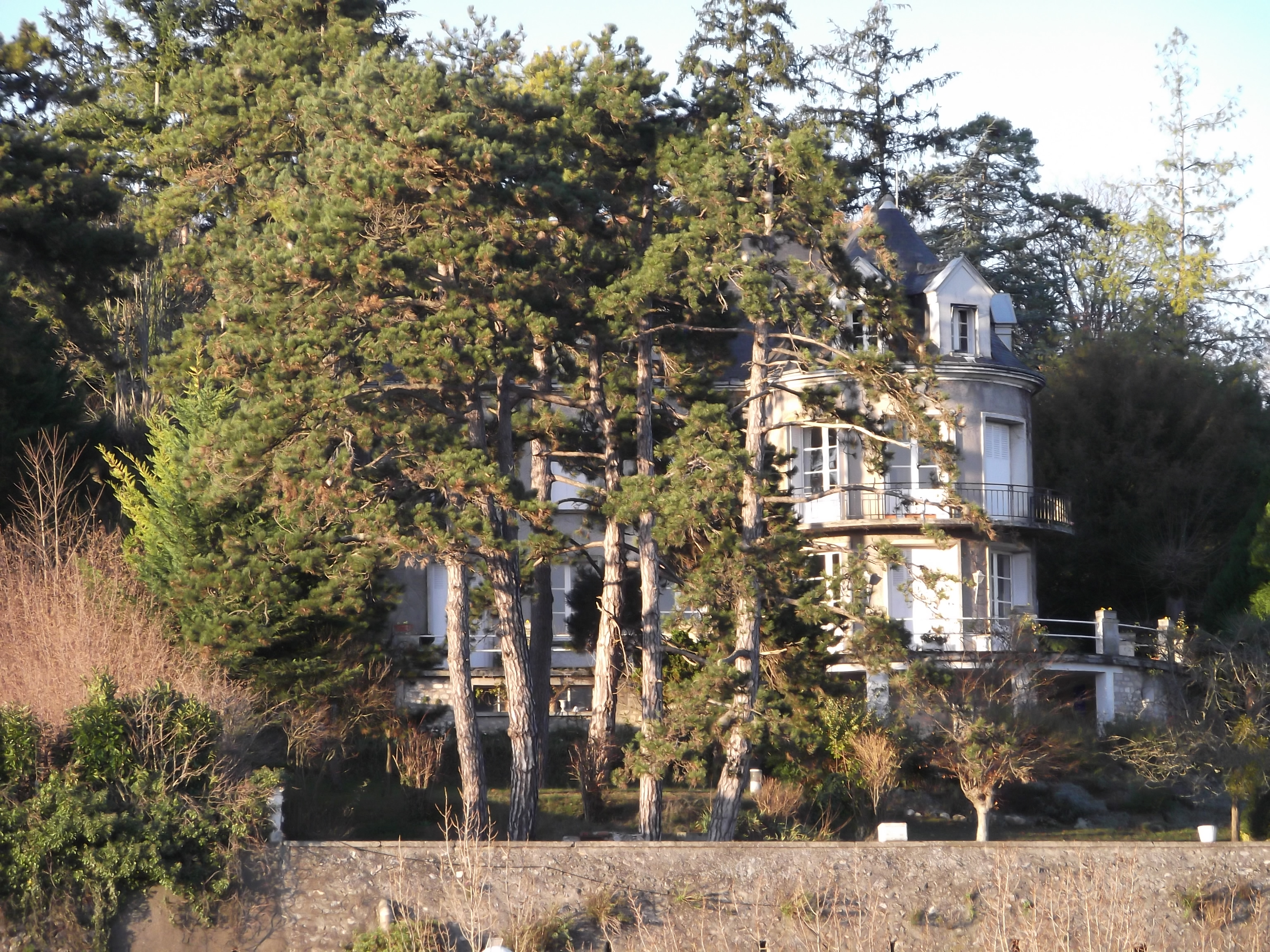
Aperçu de La Gagnerie ou Villa Sainte-Marie.

### Personnalités liées à la commune

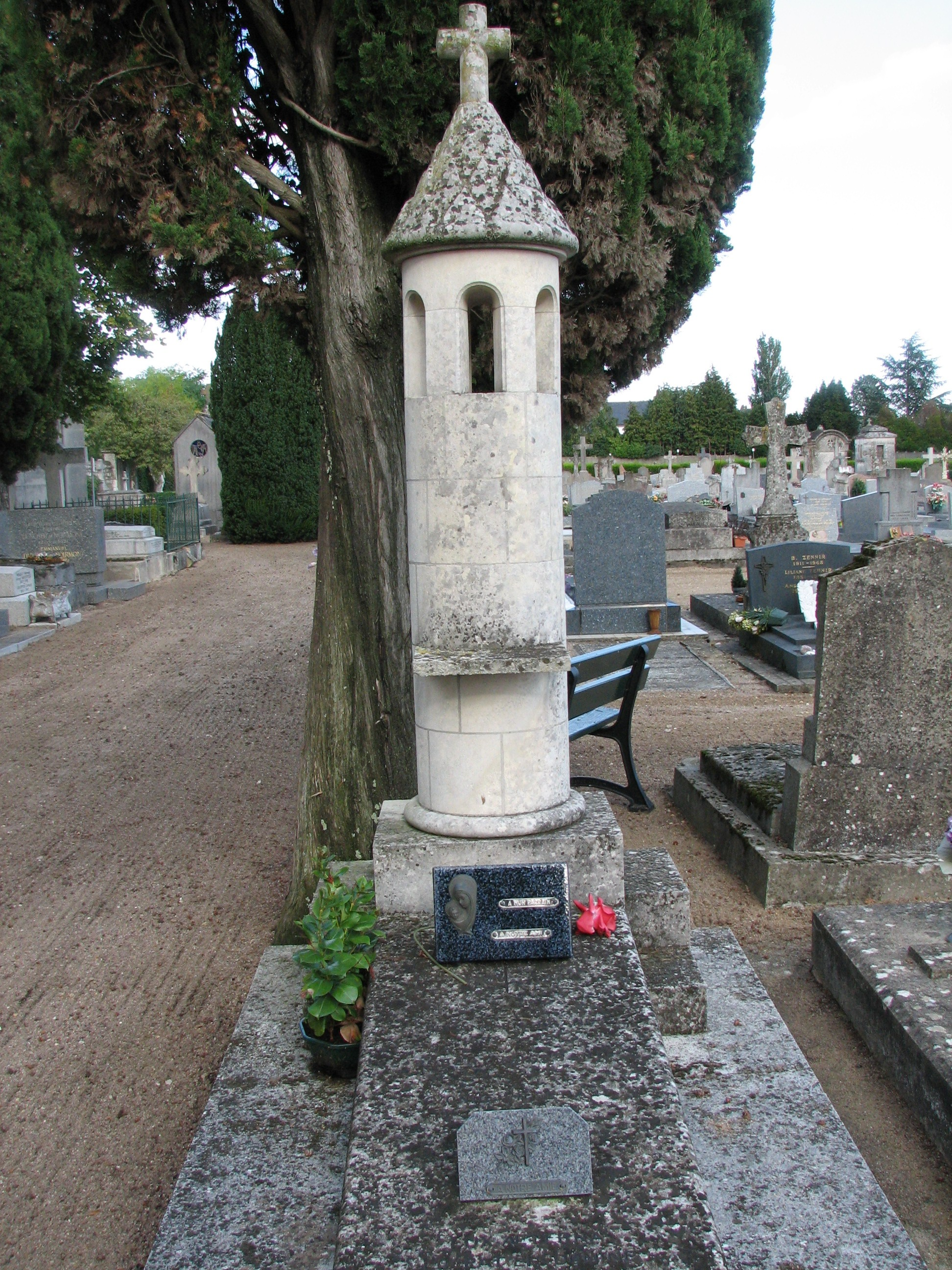
Tombe de Roland Engerand.

- Guillaume André Villoteau, ethnomusicographe, y possédait des champs vers 1820-1825, au lieu-dit « Vauhardeau ».[réf. nécessaire]
- Alexis de Tocqueville. Il séjourna de 1853 à 1854 au 53 rue Bretonneau à « Les Trésorières ». Il y travailla sur sa grande œuvre L'Ancien Régime et la Révolution qu'il nourrit de ses recherches aux archives départementales d'Indre-et-Loire[185].

- Pierre-Jean de Béranger y habita de 1836 à 1839.
- Henri Bergson y séjourna à « La Gaudinière » (propriété située en face de « La Béchellerie »).

- Anatole France, écrivain, prix Nobel de littérature en 1921, y a vécu, à partir de 1914, et y est mort, dans sa propriété de « La Béchellerie »[186],[Note 19] En hommage, un buste représentant l'écrivain, exécuté par le sculpteur Antoine Bourdelle, a été acheté par la commune[186]. L'œuvre, après avoir fait l'objet d'une restauration, a été placée dans le parc littéraire de la Tour[186].
- Prosper d'Épinay est décédé en 1914 à « La Chanterie ».
- Le docteur Pierre Bretonneau, Justinien Nicolas Clary et Roland Engerand y sont enterrés.

- Denise Dupleix (1927-2025), soprano française

### Héraldique
| Armes de Saint-Cyr-sur-Loire | Les armes de Saint-Cyr-sur-Loire se blasonnent ainsi : « D'azur à l'ancre de marinier d'argent avec deux anneaux du même, l'un en chef l'autre en pointe, à la gerbe d'or, brochante, liée d'argent à la stangue, le tout accosté de deux sarments de vigne, tigés et feuillés d'or, celui de dextre fruité de trois pièces d'argent, et celui de senestre de trois pièces de gueules. » L'ancre rappelle les anciens mariniers naviguant jadis sur la Loire, la gerbe de blé les agriculteurs et les branches de vigne les viticulteurs. |